# Neuvième législature du Parlement européen
2 juillet 2019 - 15 juillet 2024
Liste des députés
8e législature 10e législature
 
 Session d'ouverture de la neuvième législature
La neuvième législature du Parlement européen est un cycle parlementaire qui s'ouvre le 2 juillet 2019 à la suite des élections européennes de 2019 du 23 au 26 mai 2019 et qui se clos le 15 juillet 2024. Elle est suivie par la dixième législature.
Cette législature a présenté plusieurs particularités dès son début. En raison de la crise du Brexit, la Commission von der Leyen n'est approuvée par les députés qu'en novembre, et Jean-Claude Juncker reste à la fonction de président de la Commission pendant ce mois ; au moment de la sortie prévue du Royaume-Uni de l'Union européenne au 31 janvier 2020, la composition en députés peut varier ; enfin, trois élus espagnols laissent leur siège de député vacant, leur prise de fonctions étant conditionnée à une prestation de serment à Madrid où ils ne peuvent se rendre sous peine d'y être arrêtés dans le cadre du procès des indépendantistes catalans.
En 2019, la neuvième législature adopte un budget de 168,7 milliards d'euros pour l'année 2020 qui inclut une hausse pour la lutte contre le réchauffement climatique, la recherche et le programme Erasmus. Le vote compte 543 voix pour et 136 voix contre. Le 16 décembre 2020, le parlement européen adopte le cadre financier pluriannuel de la période 2021-2027. Ce budget pluriannuel est d’un montant de 1074,3 milliards d’euros, à partir du 1er janvier 2021.
Le Parlement européen participe à la procédure législative ordinaire : lors de la neuvième législature du Parlement européen, entre 2019 et 2024, le Parlement européen a adopté un nombre de textes avoisinant 500 dont certains participent du pacte vert pour l'Europe ou du pacte sur la migration et l'asile évoqués lors des élections européennes de 2024.

## Organisation

### Groupes parlementaires
Après les élections de mai 2019, l'ensemble des députés du groupe PPE et du groupe S&D ne rassemblent plus que 44,2 % des députés[réf. non conforme].
À la suite des élections, le groupe parlementaire ALDE se dissout pour former un nouveau groupe pro-européen et centriste — Renew Europe — avec la liste Renaissance» française[réf. non conforme].
En juin 2019, le groupe Identité et démocratie (ID)  de droite nationaliste voire d'extrême droite est fondé, dans le sillage du groupe Europe des nations et des libertés (ENL).
Certains groupes de la législature précédentes disparaissent par manque de députés, comme l'Europe de la liberté et de la démocratie directe (ELDD),.
Ainsi, les élus se sont organisés en sept groupes parlementaires. Ils ont tenu leur première session le 3 juillet 2019.

### Président du Parlement européen
David Sassoli (PSE) est élu président du Parlement européen le 3 juillet 2019. Il meurt dans l'exercice de ses fonctions d'une défaillance de son système immunitaire quelques jours avant l'élection de son successeur, le 11 janvier 2022.
Roberta Metsola en tant que 1re vice-présidente du Parlement, assure l'intérim depuis le 11 janvier 2022, avant d'être élue présidente le 18 janvier 2022.

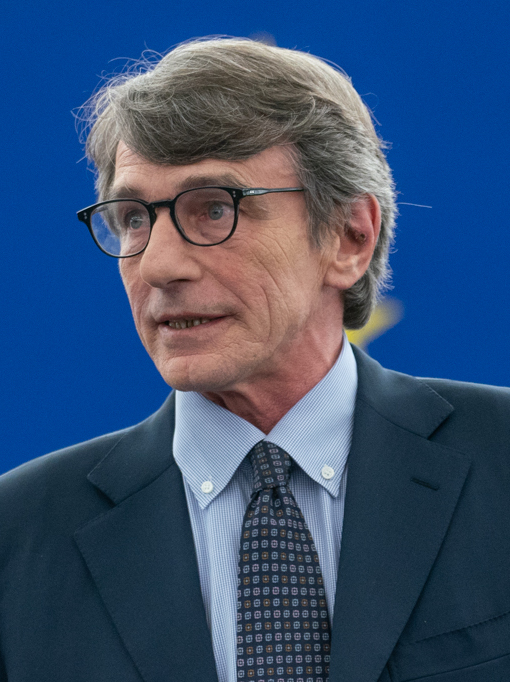
David Sassoli, président du Parlement européen du 3 juillet 2019 jusqu'à sa mort le 11 janvier 2022.
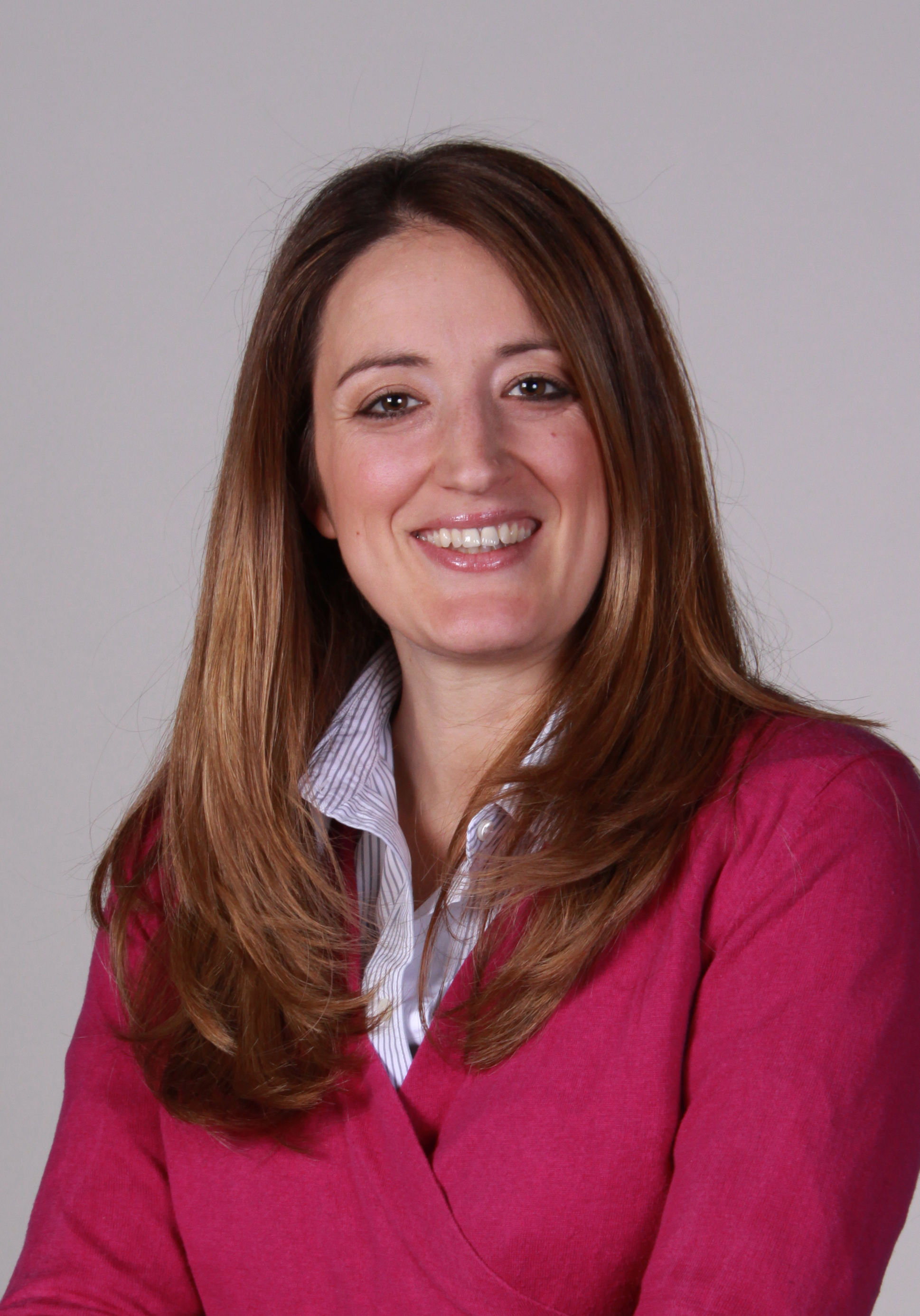
Roberta Metsola, présidente du Parlement européen depuis le 18 janvier 2022.

#### Vice-présidents du Parlement européen
Le président du Parlement est secondé par 14 vice-présidents. Ils le remplacent quand nécessaire.

#### 3 juillet 2019 - 18 janvier 2022

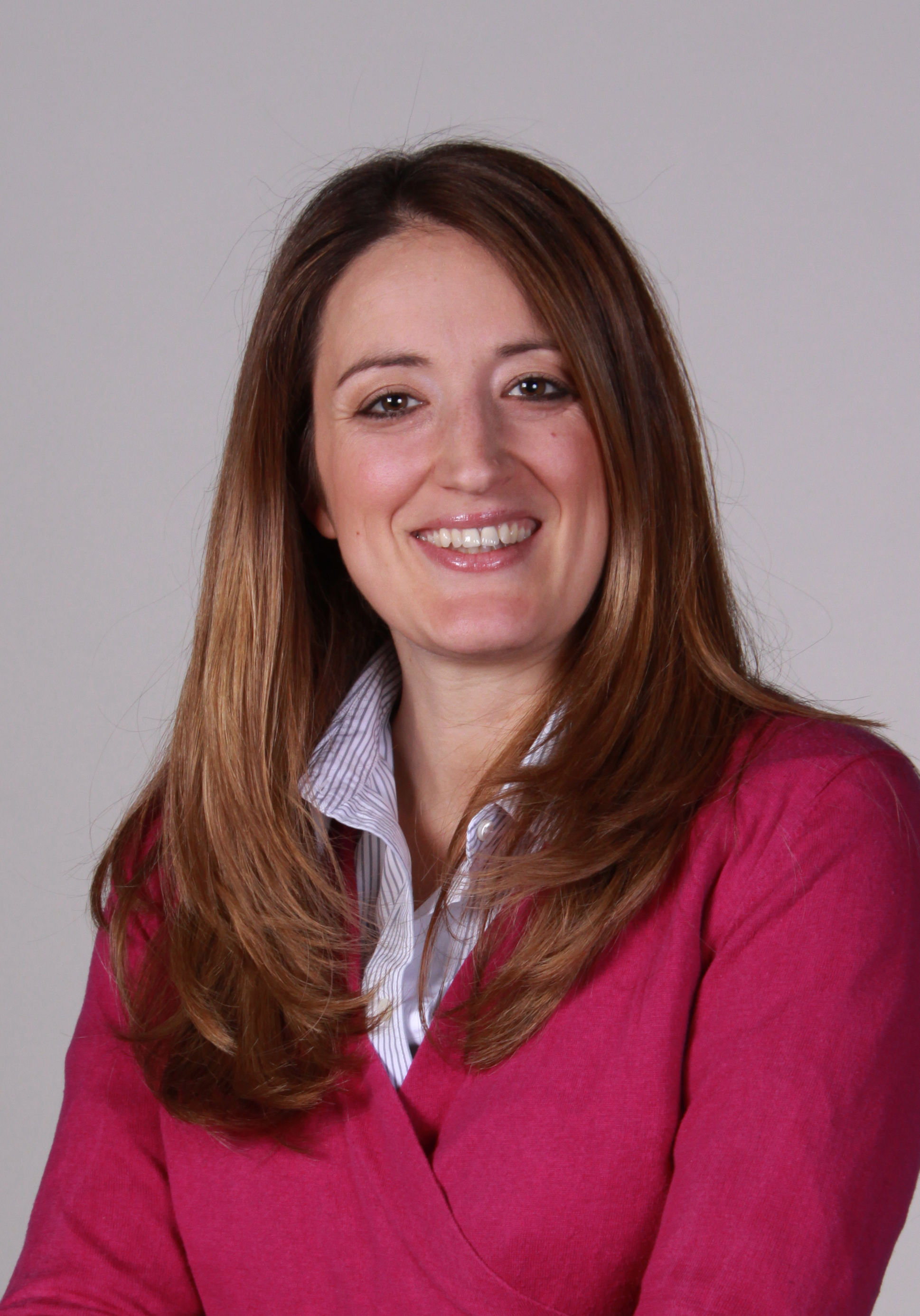
Roberta Metsola, 1re vice-présidente du Parlement (À partir du 12 octobre 2020)
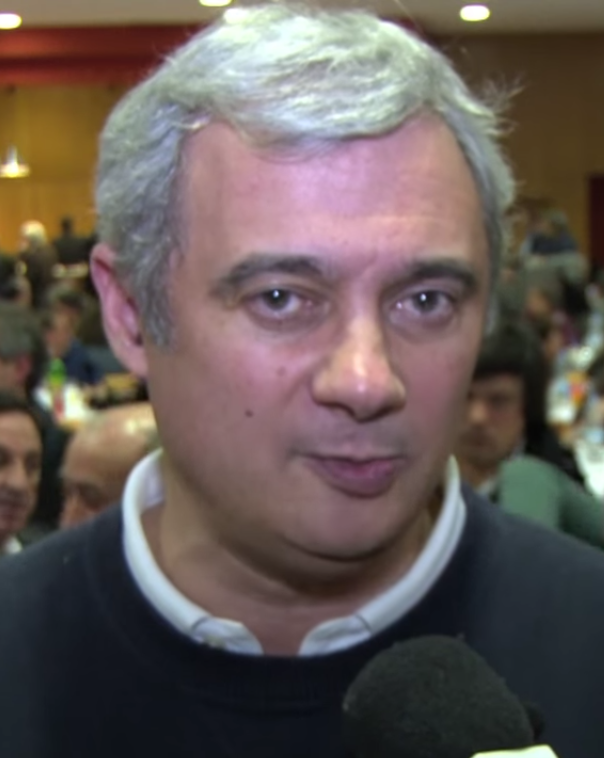
Pedro Silva Pereira, 2e vice-président du Parlement .
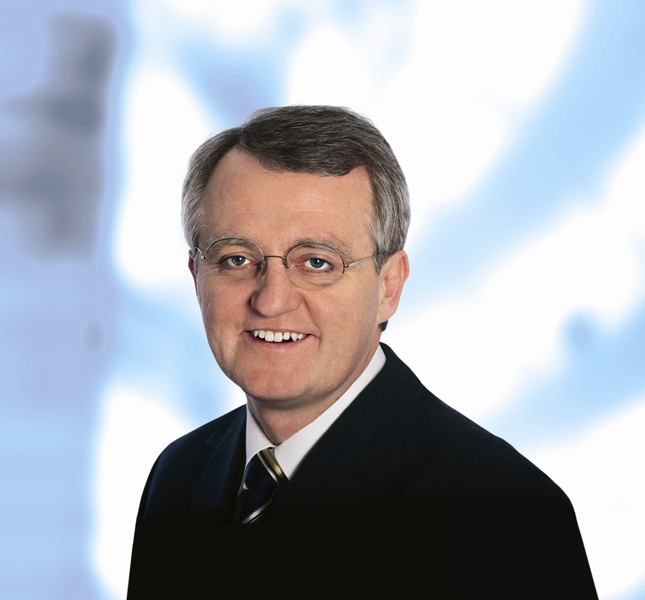
Rainer Wieland, 3e vice-président du Parlement .
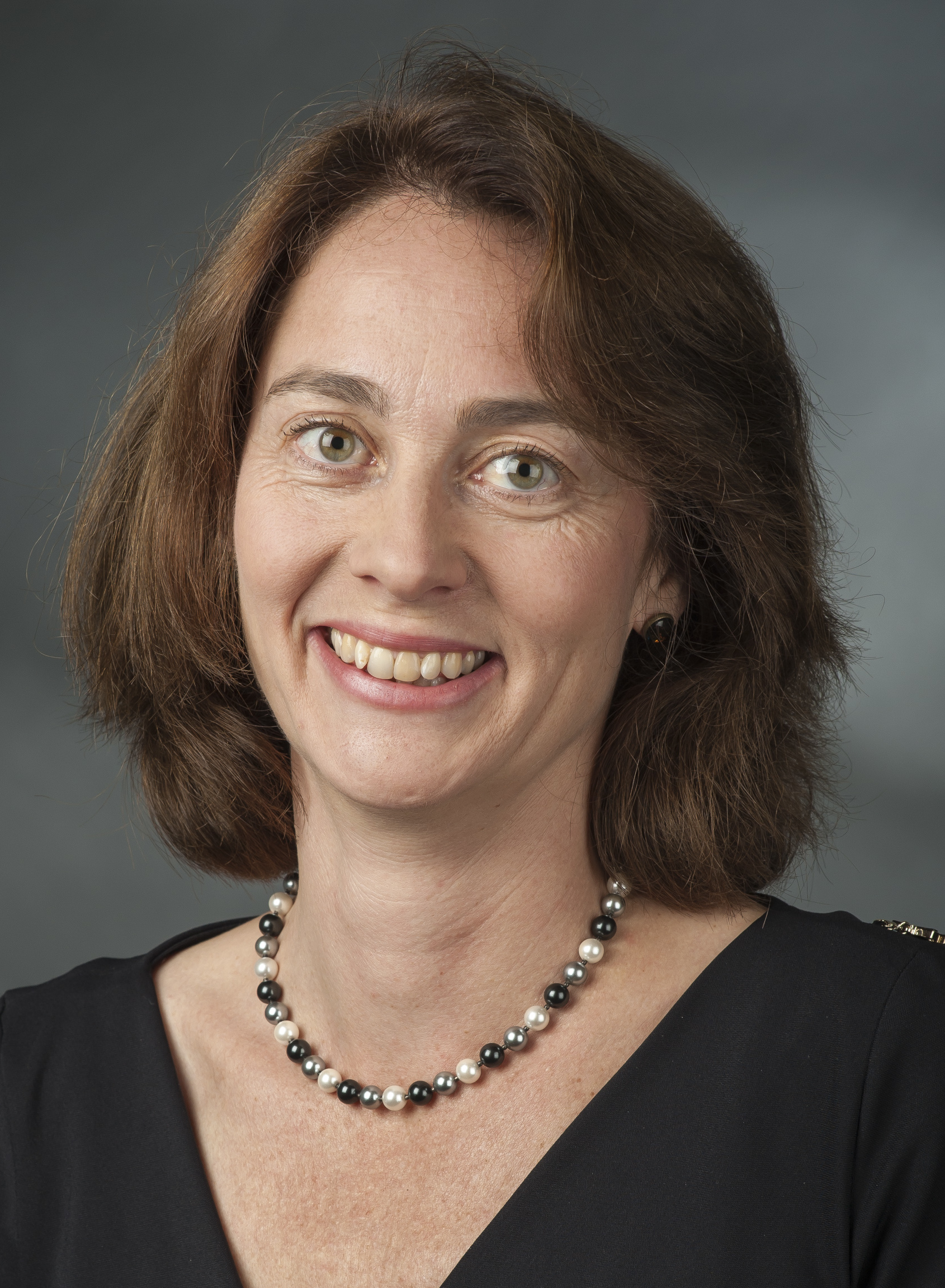
Katarina Barley, 4e vice-présidente du Parlement .
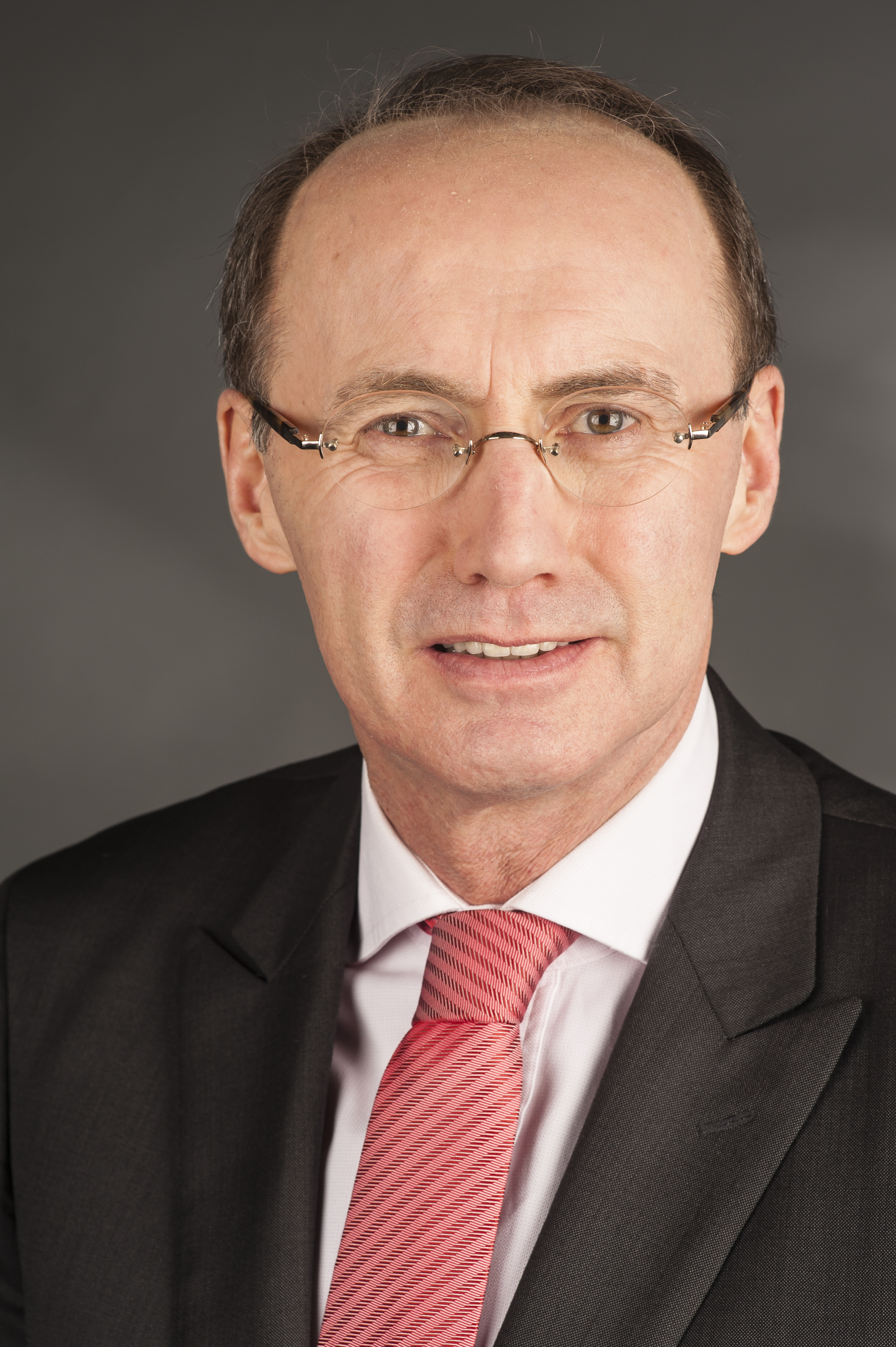
Othmar Karas, 5e vice-président du Parlement .
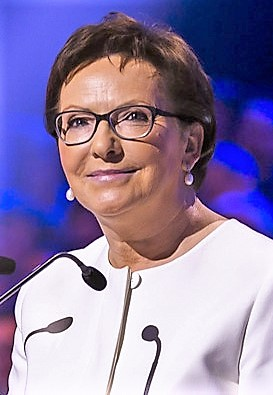
Ewa Kopacz, 6e vice-présidente du Parlement .
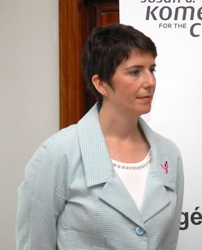
Klára Dobrev, 7e vice-présidente du Parlement .
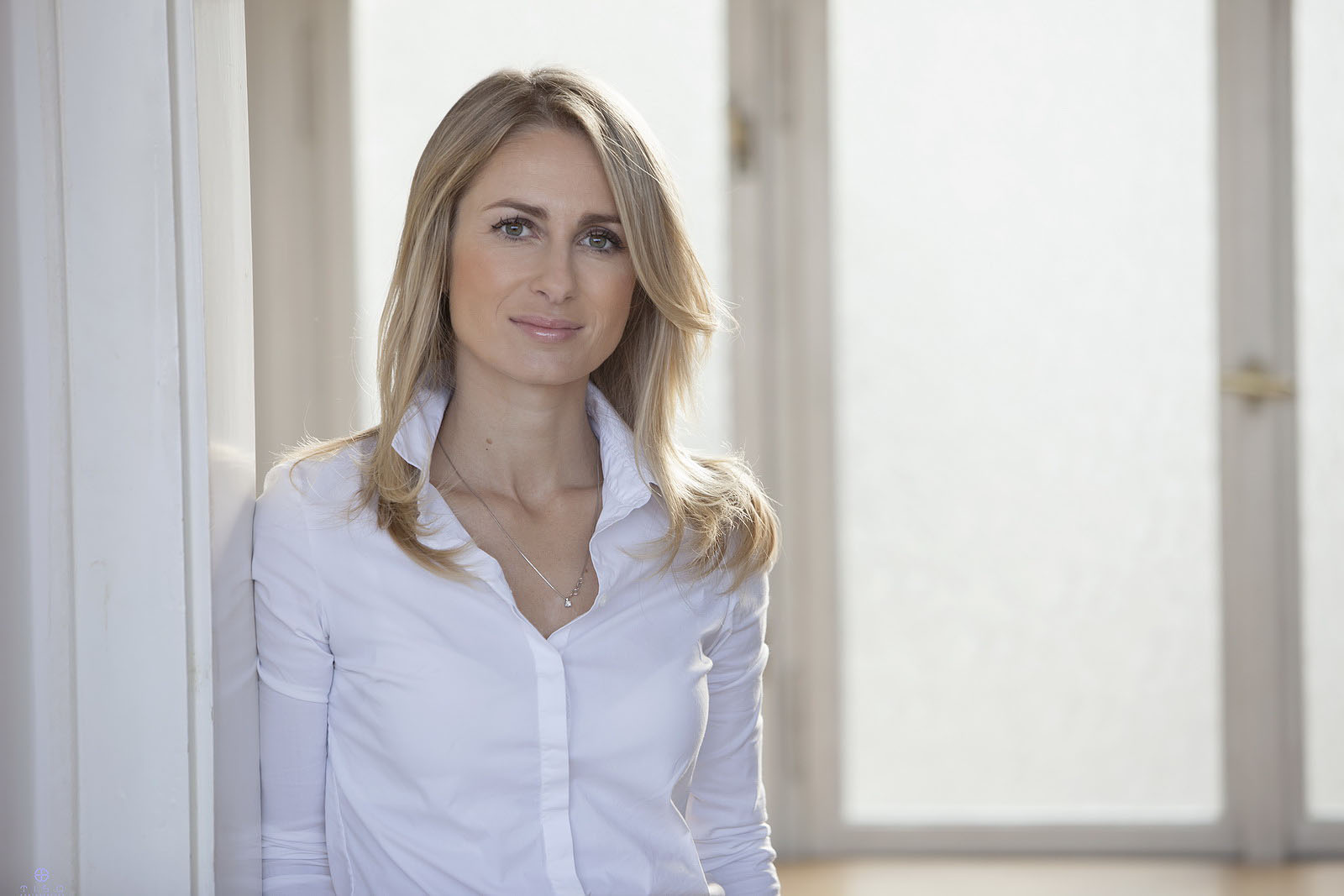
Dita Charanzová, 8e vice-présidente du Parlement .
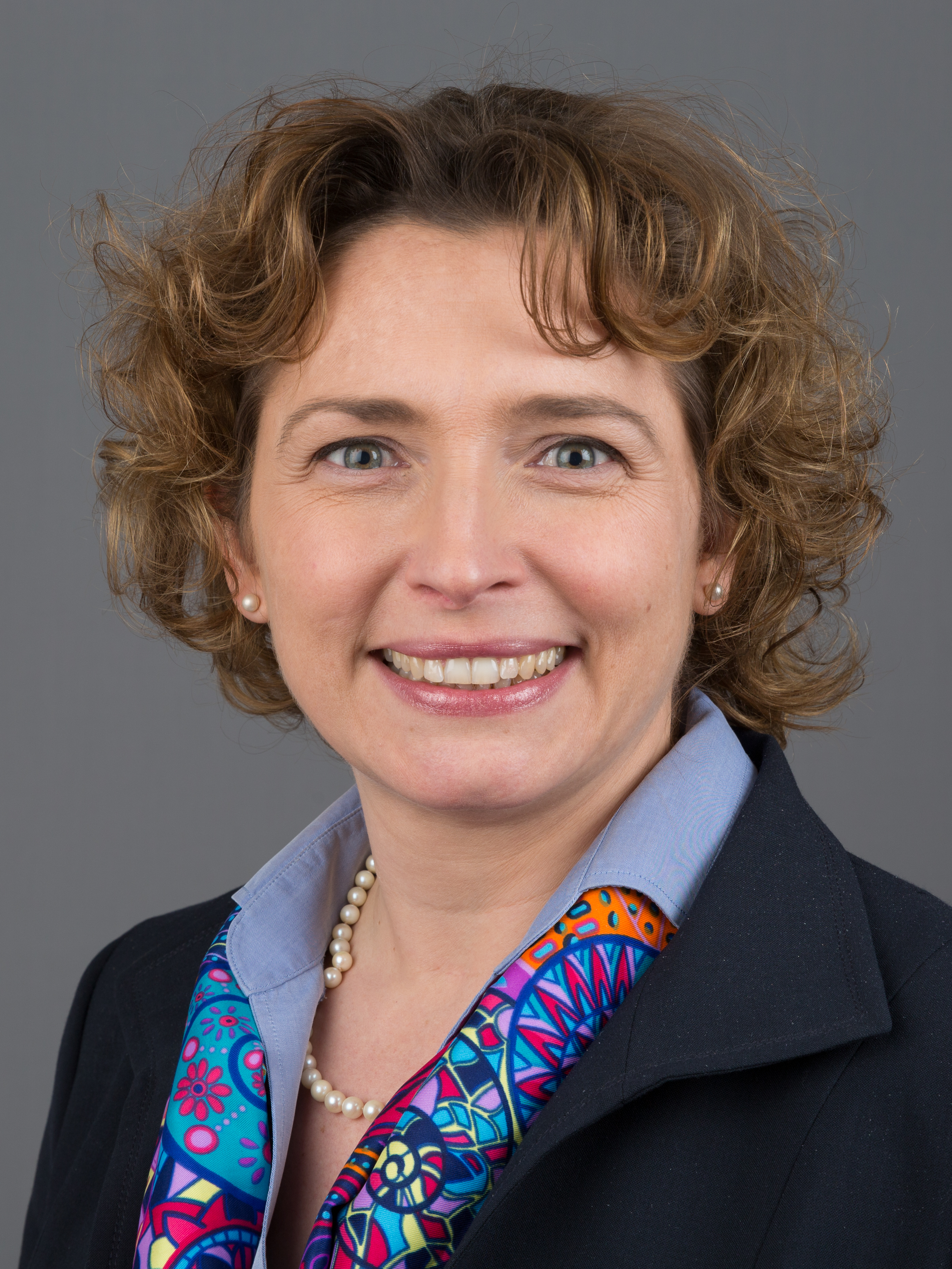
Nicola Beer, 9e vice-présidente du Parlement .
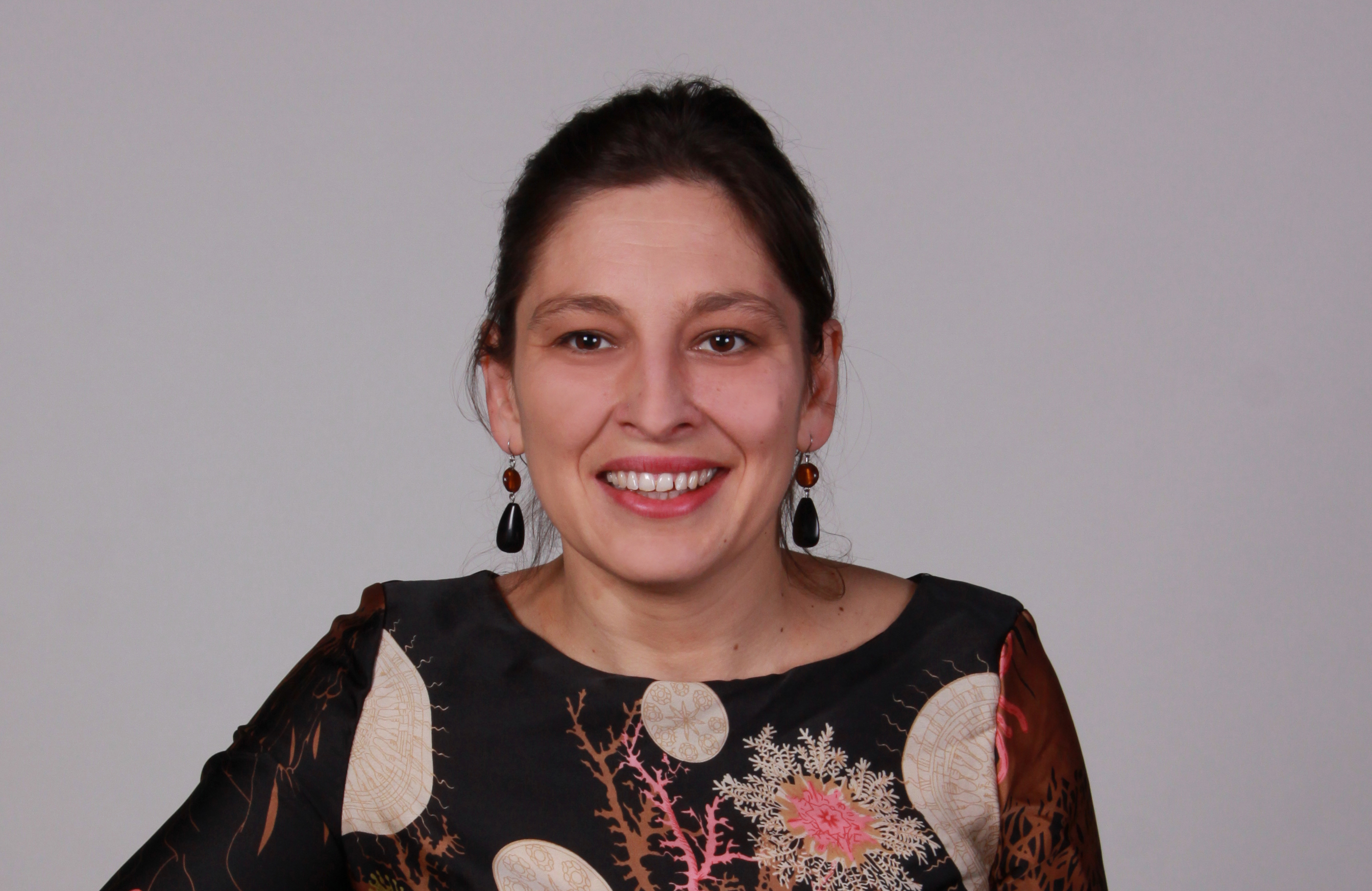
Lívia Járóka, 10e vice-présidente du Parlement .
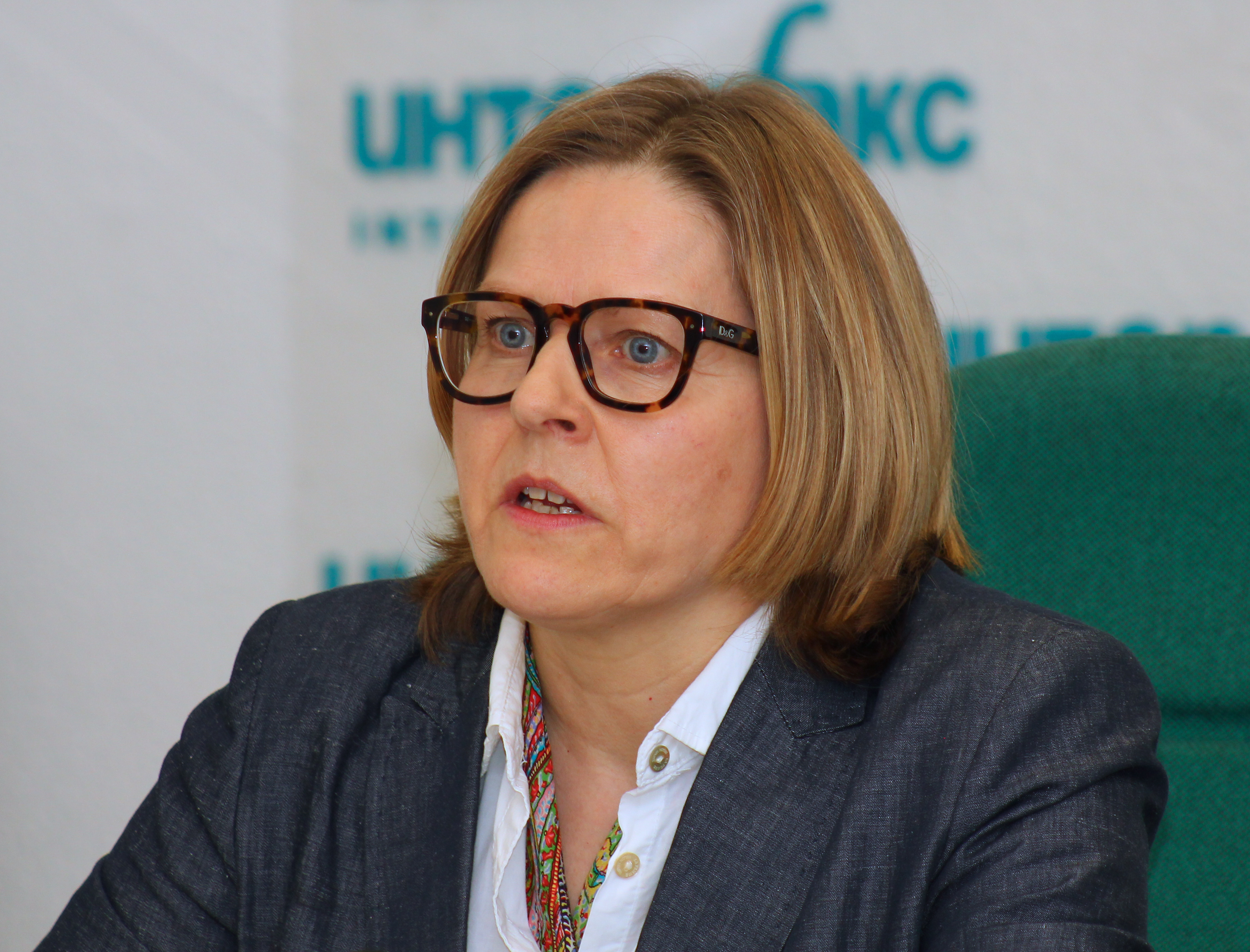
Heidi Hautala, 11e vice-présidente du Parlement .
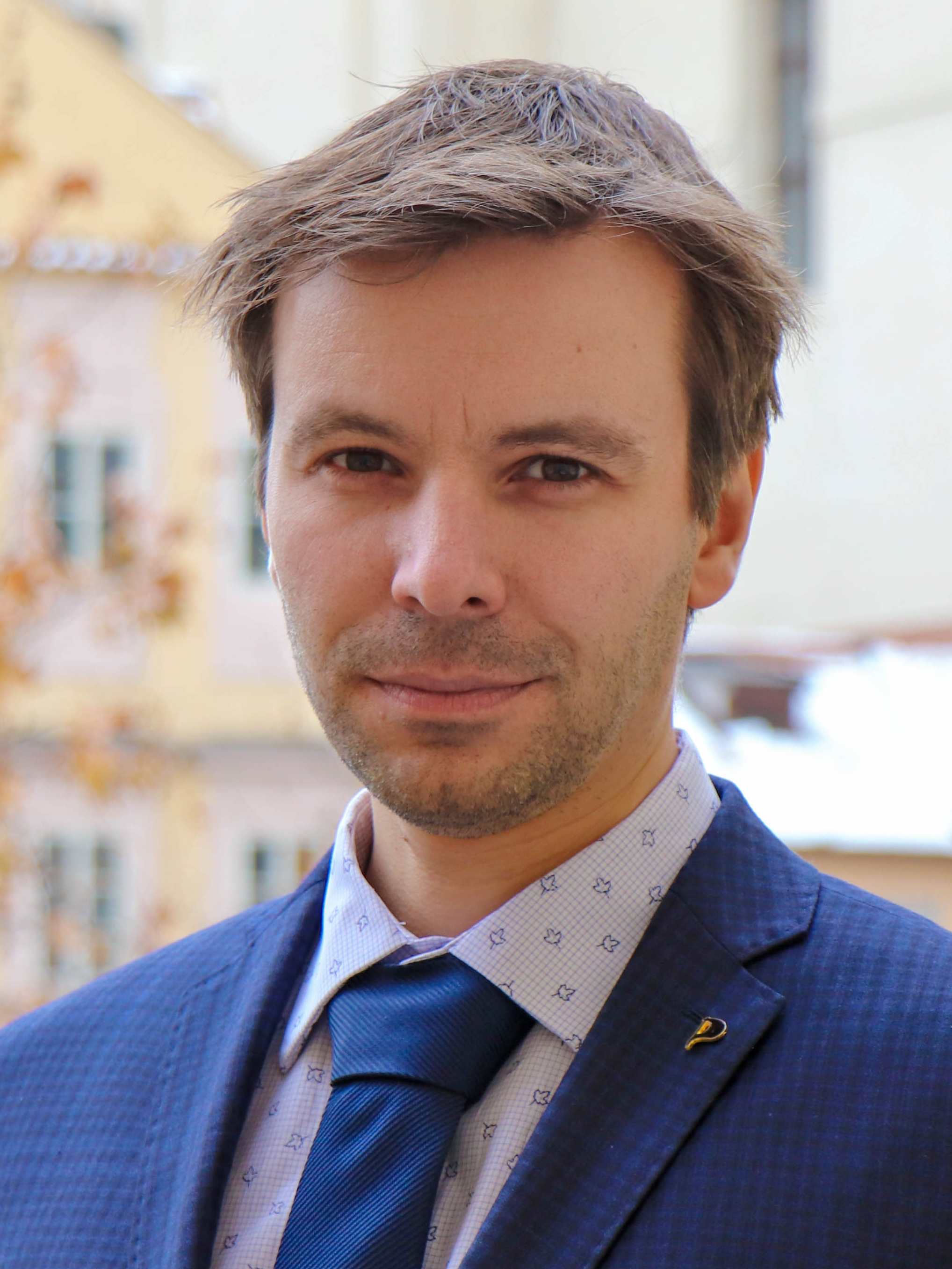
Marcel Kolaja, 12e vice-président du Parlement .
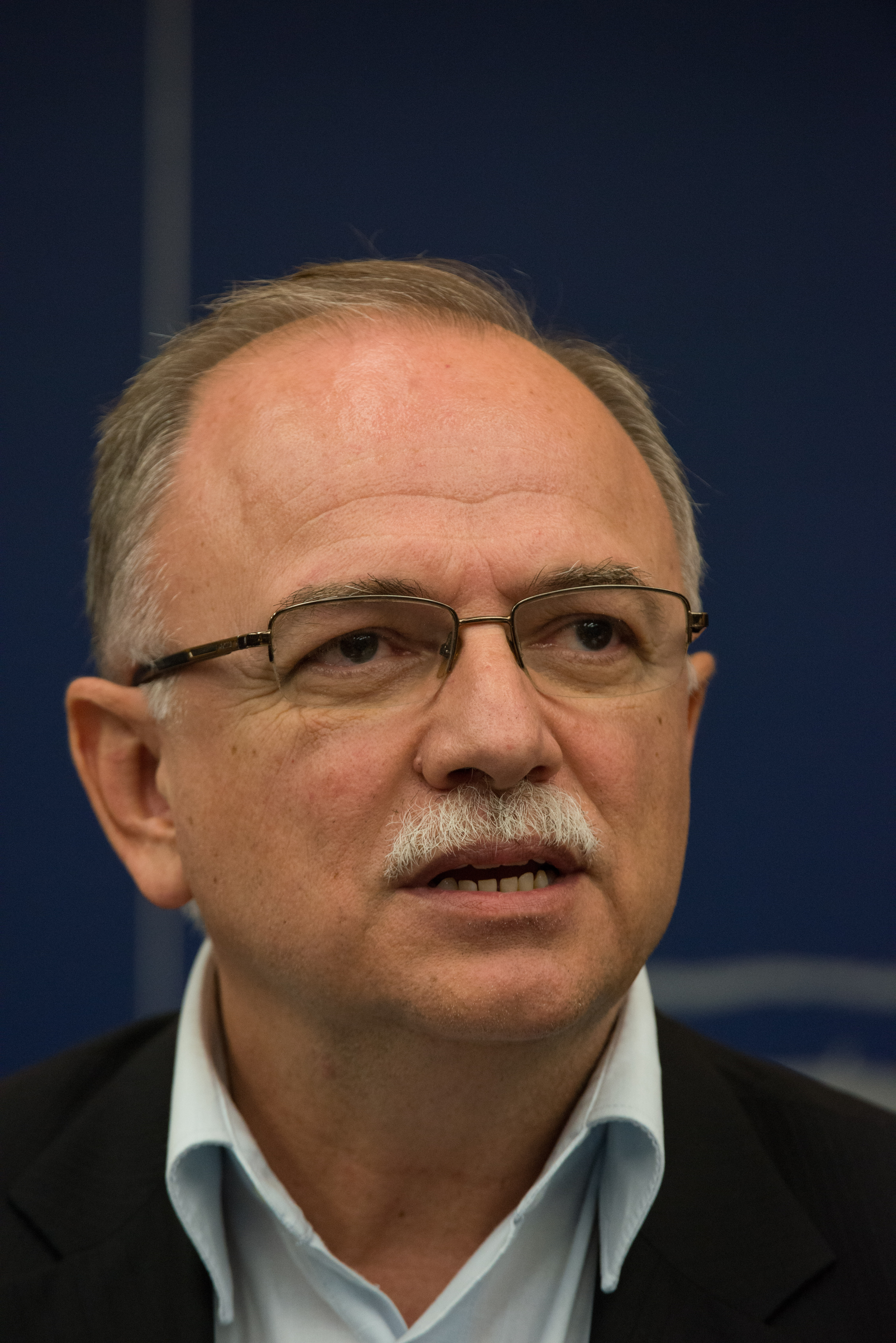
Dimítrios Papadimoúlis, 13e vice-président du Parlement .
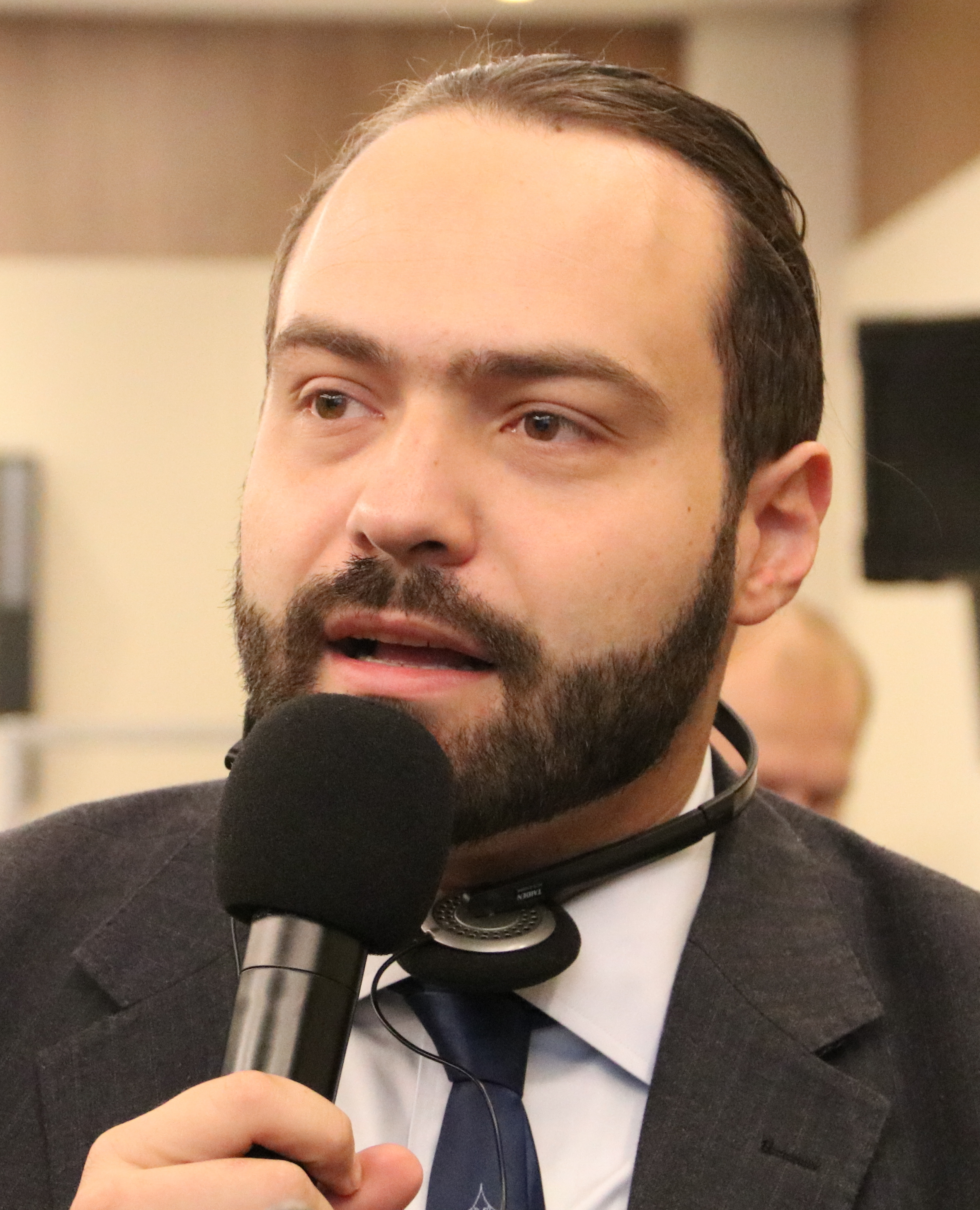
Fabio Massimo Castaldo, 14e vice-président du Parlement .

##### Anciens

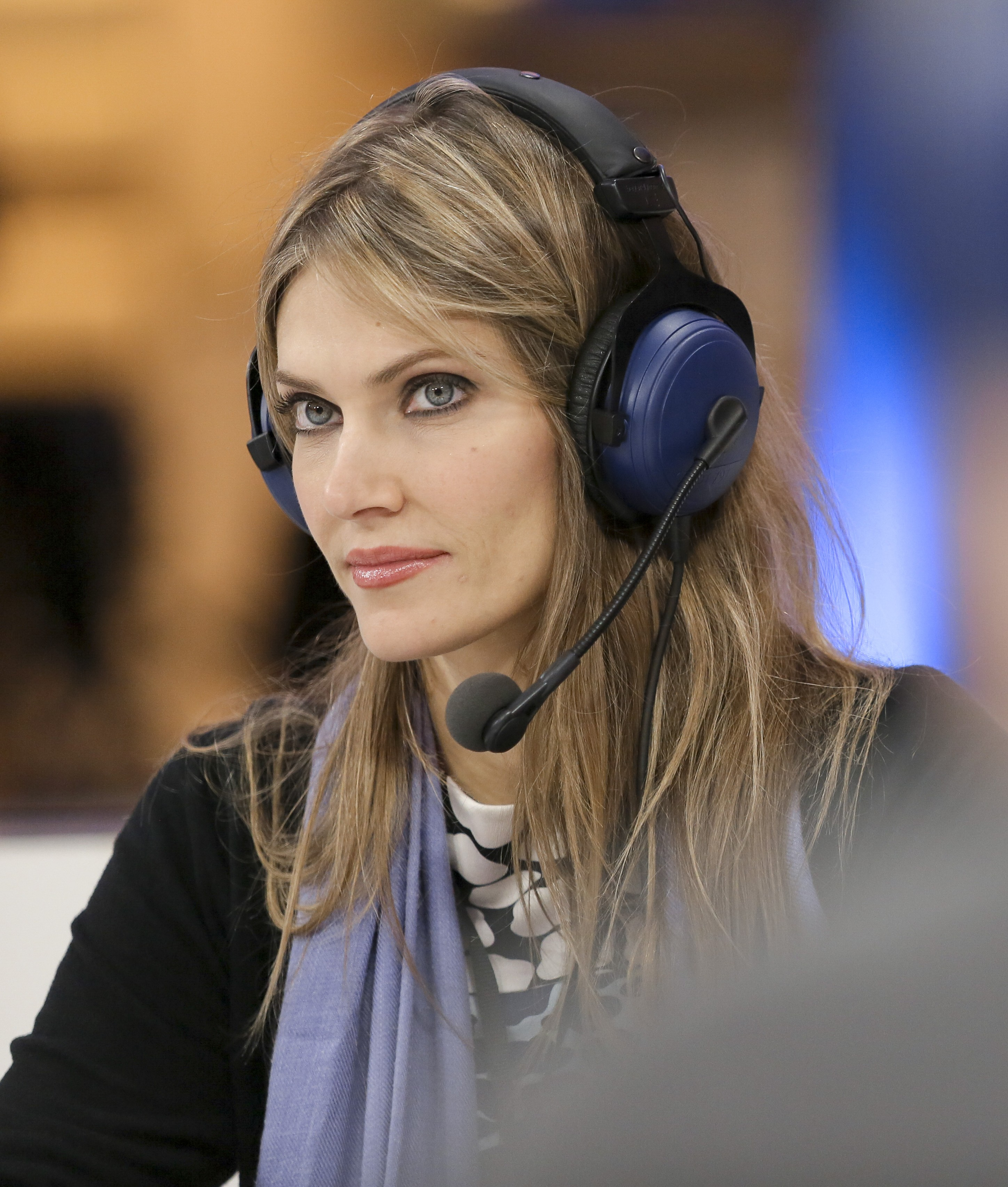
Éva Kaili, 5e vice-présidente du Parlement (Du 18 janvier 2022 au 13 décembre 2022),

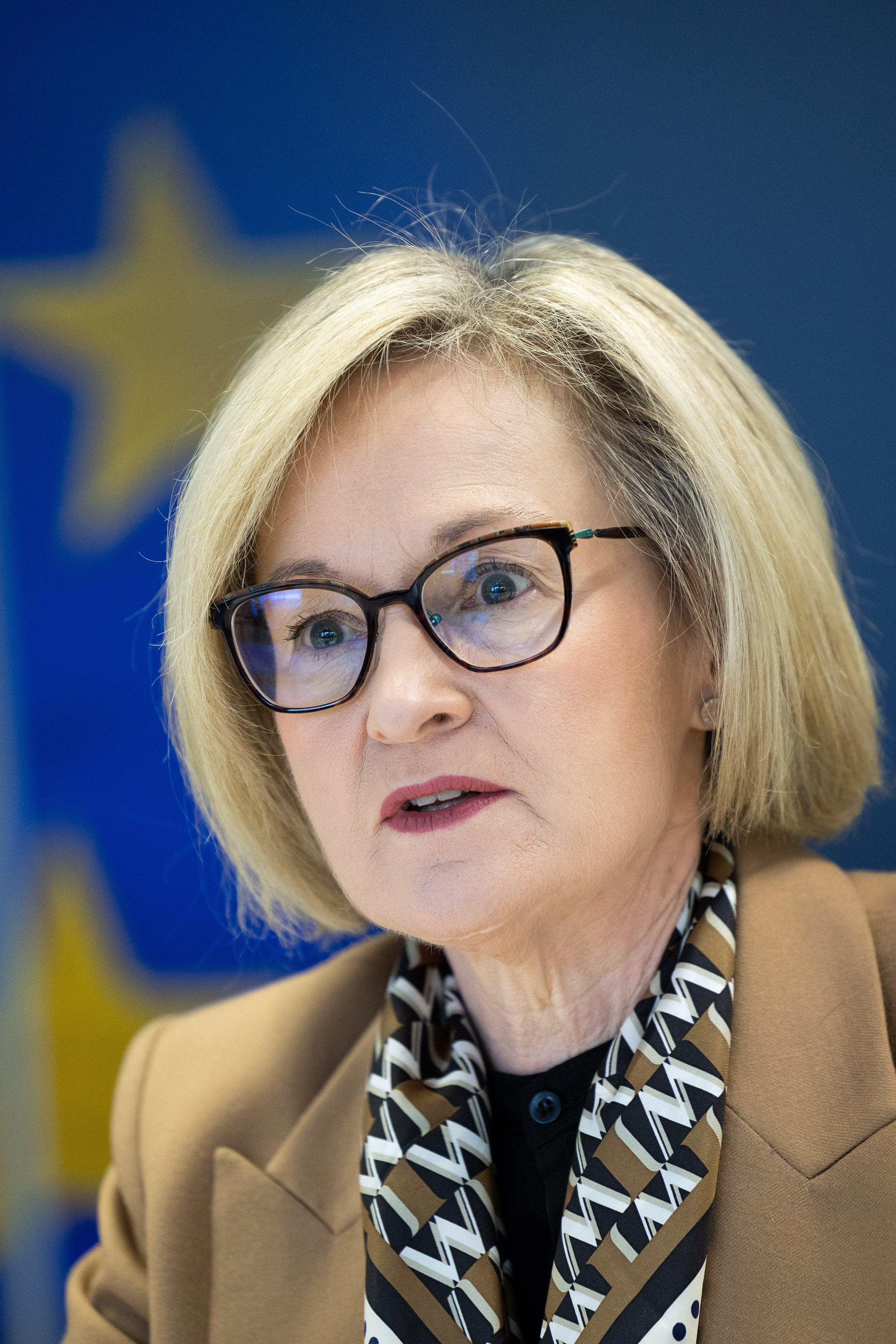
Mairead McGuinness, 1re vice-présidente du Parlement (Du 19 juillet 2019 au 11 octobre 2022)

#### 18 janvier 2022 -En cours

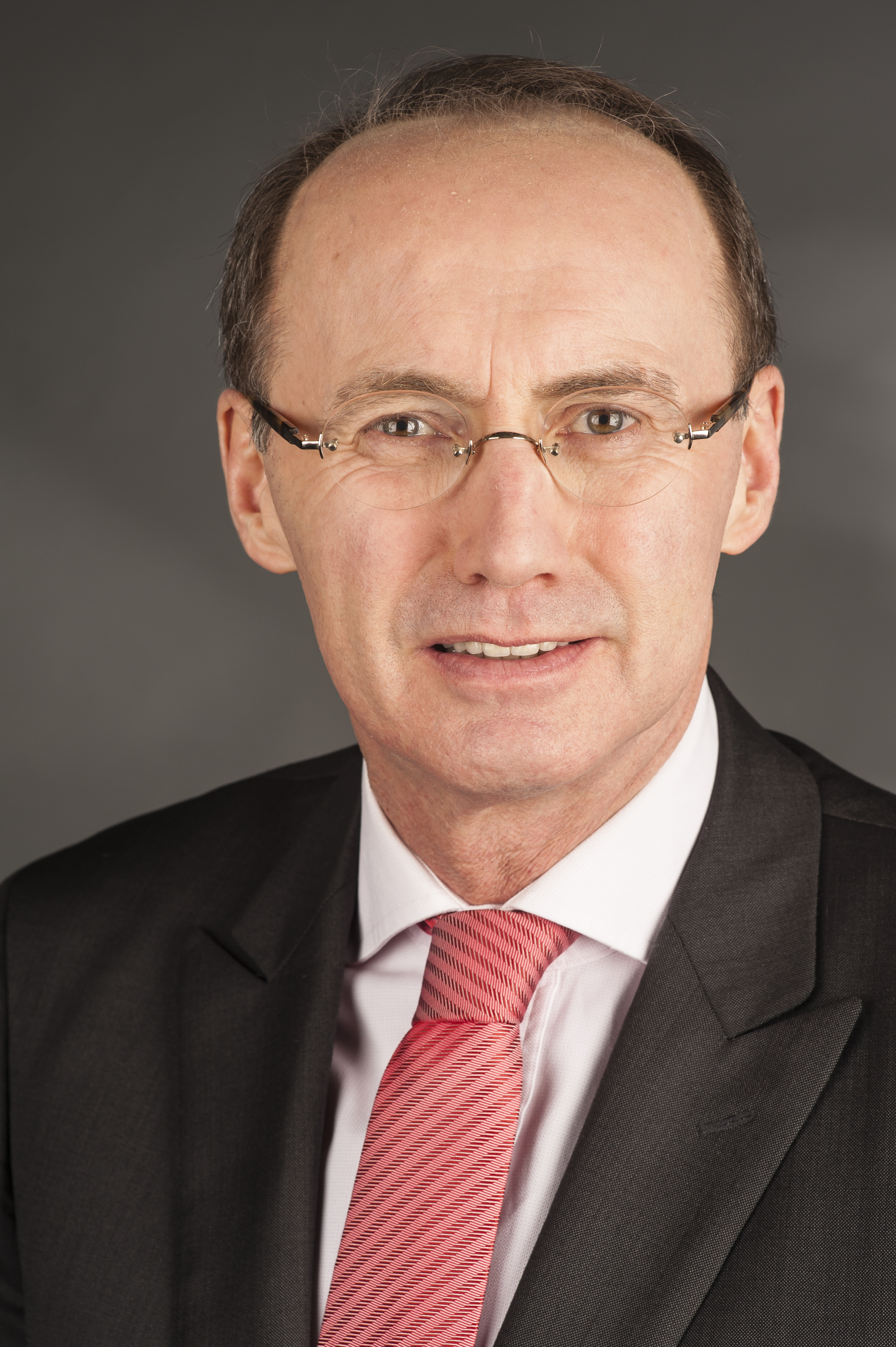
Othmar Karas, 1er vice-président du Parlement
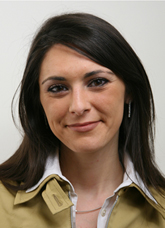
Pina Picierno, 2e vice-présidente du Parlement
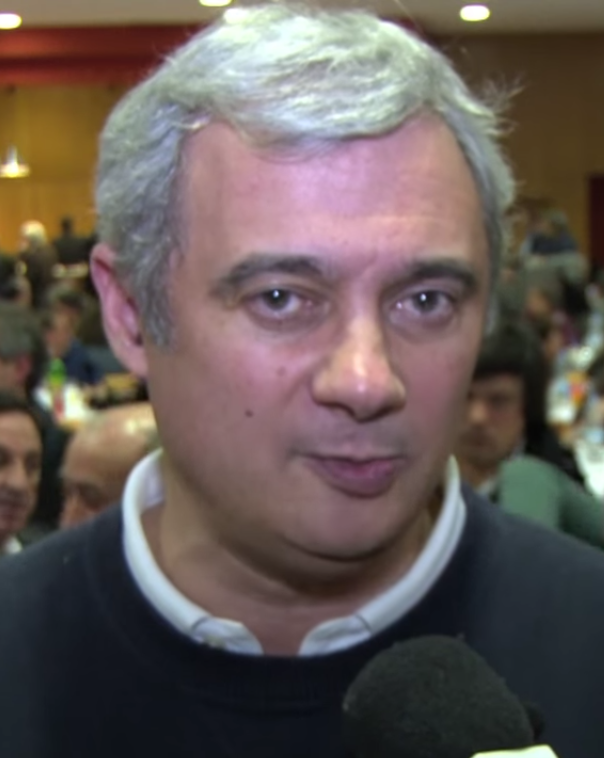
Pedro Silva Pereira, 3e vice-président du Parlement
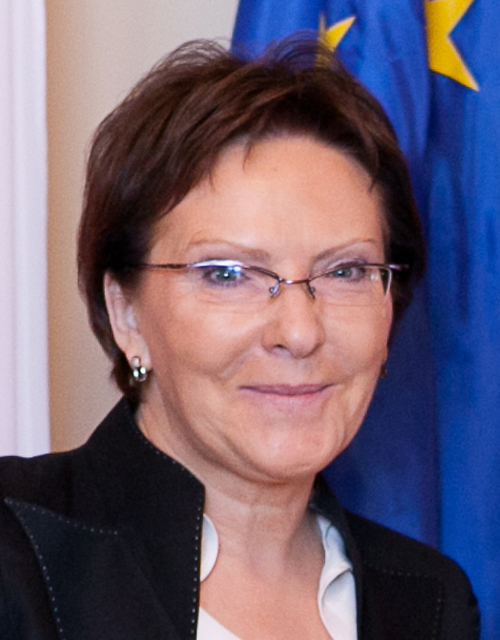
Ewa Kopacz, 4e vice-présidente du Parlement
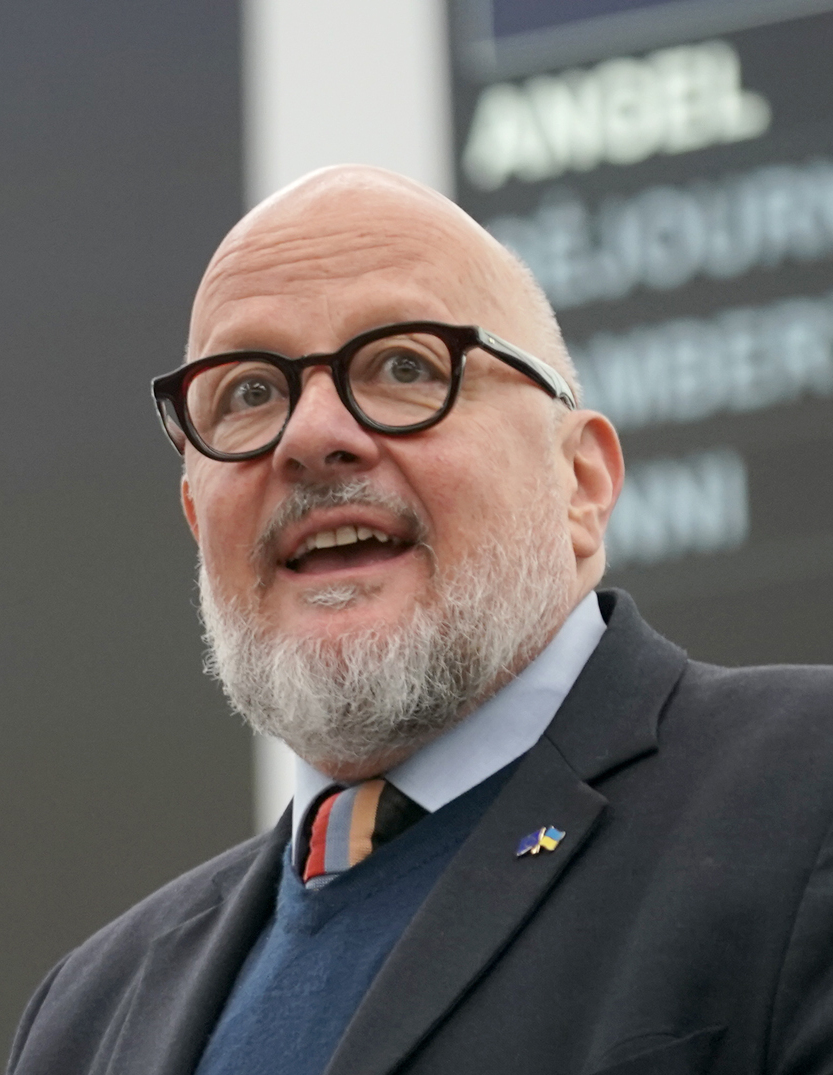
Marc Angel, 5e vice-président du Parlement (À partir du 18 janvier 2023)
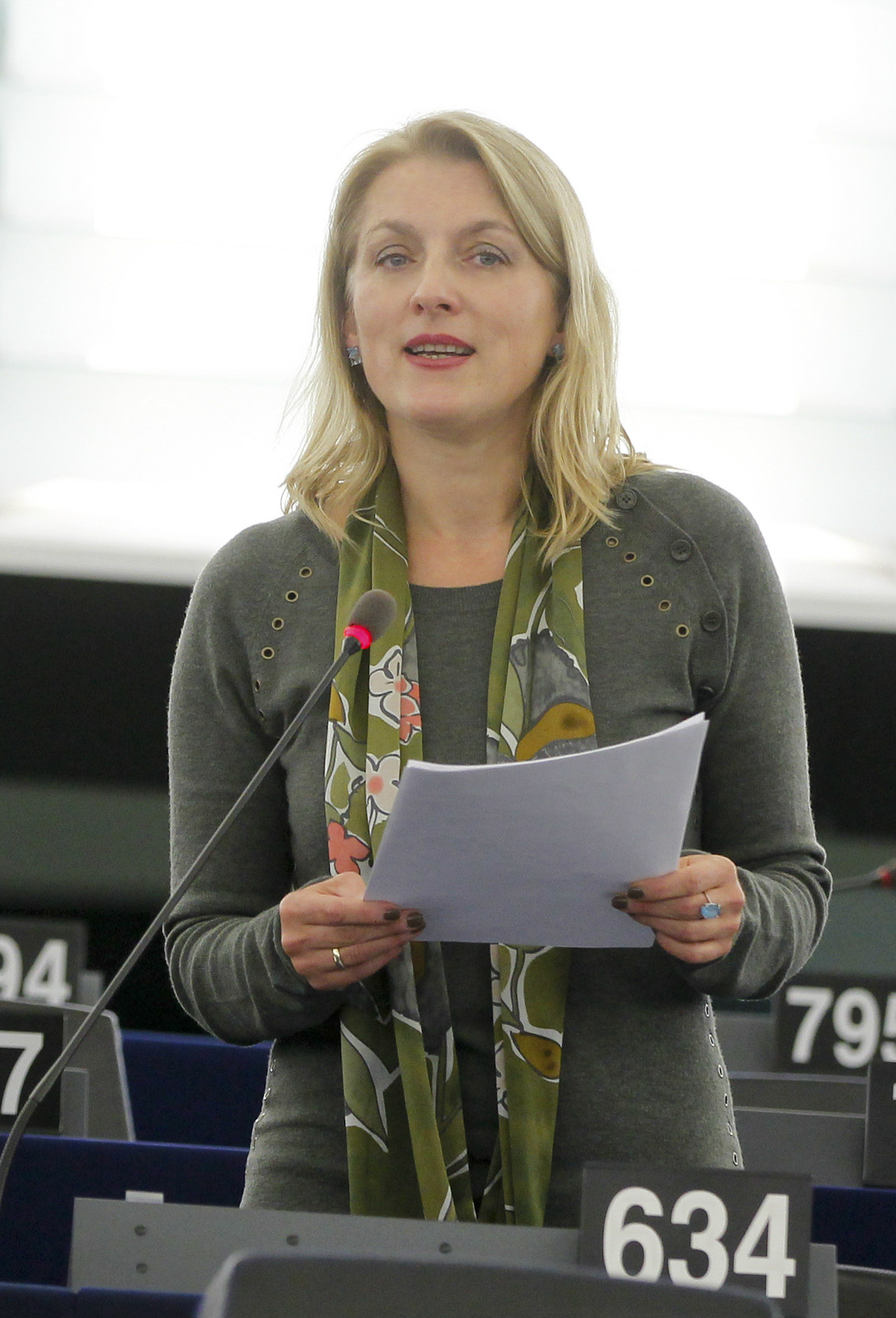
Evelyn Regner, 6e vice-présidente du Parlement
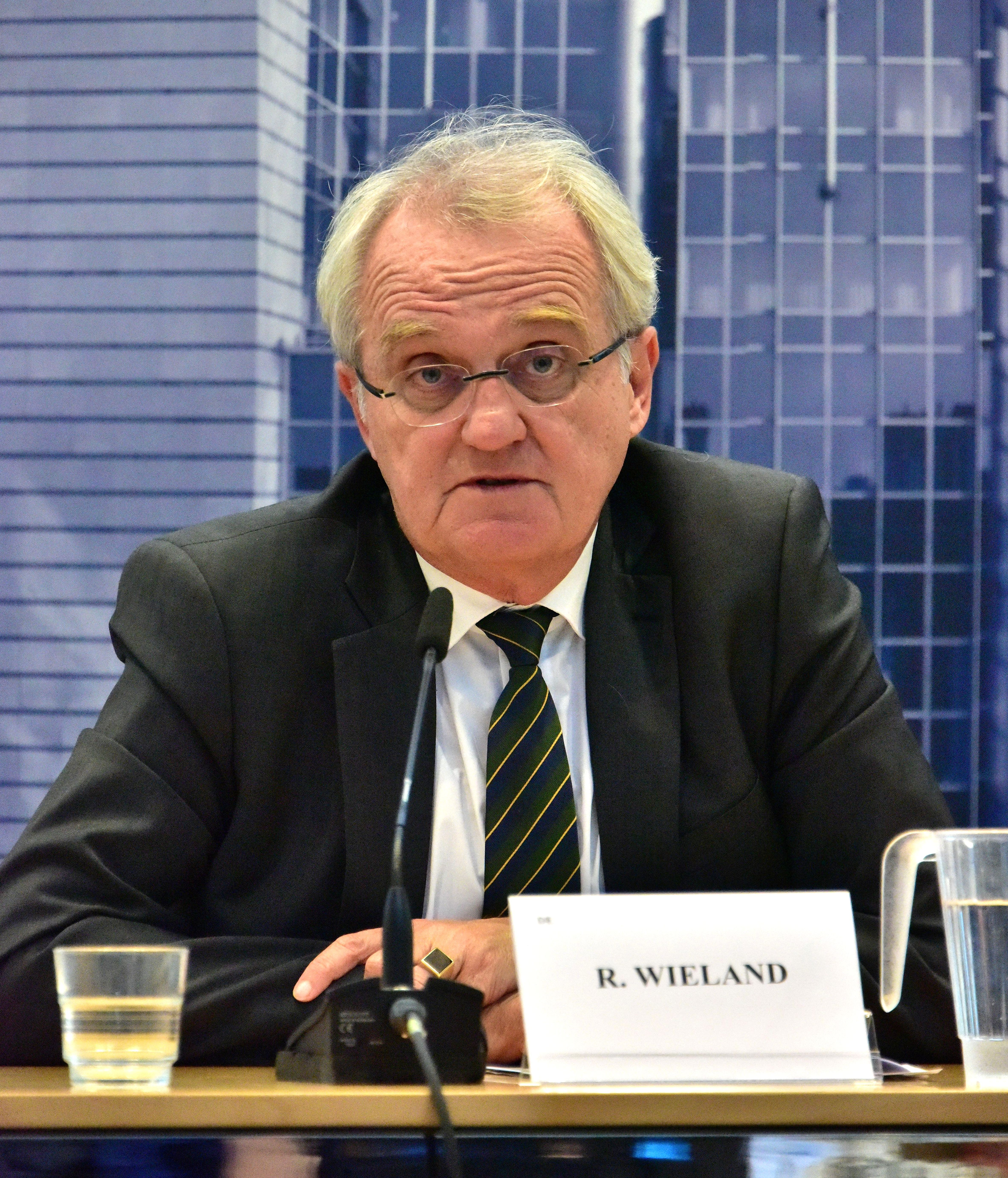
Rainer Wieland, 7e vice-président du Parlement
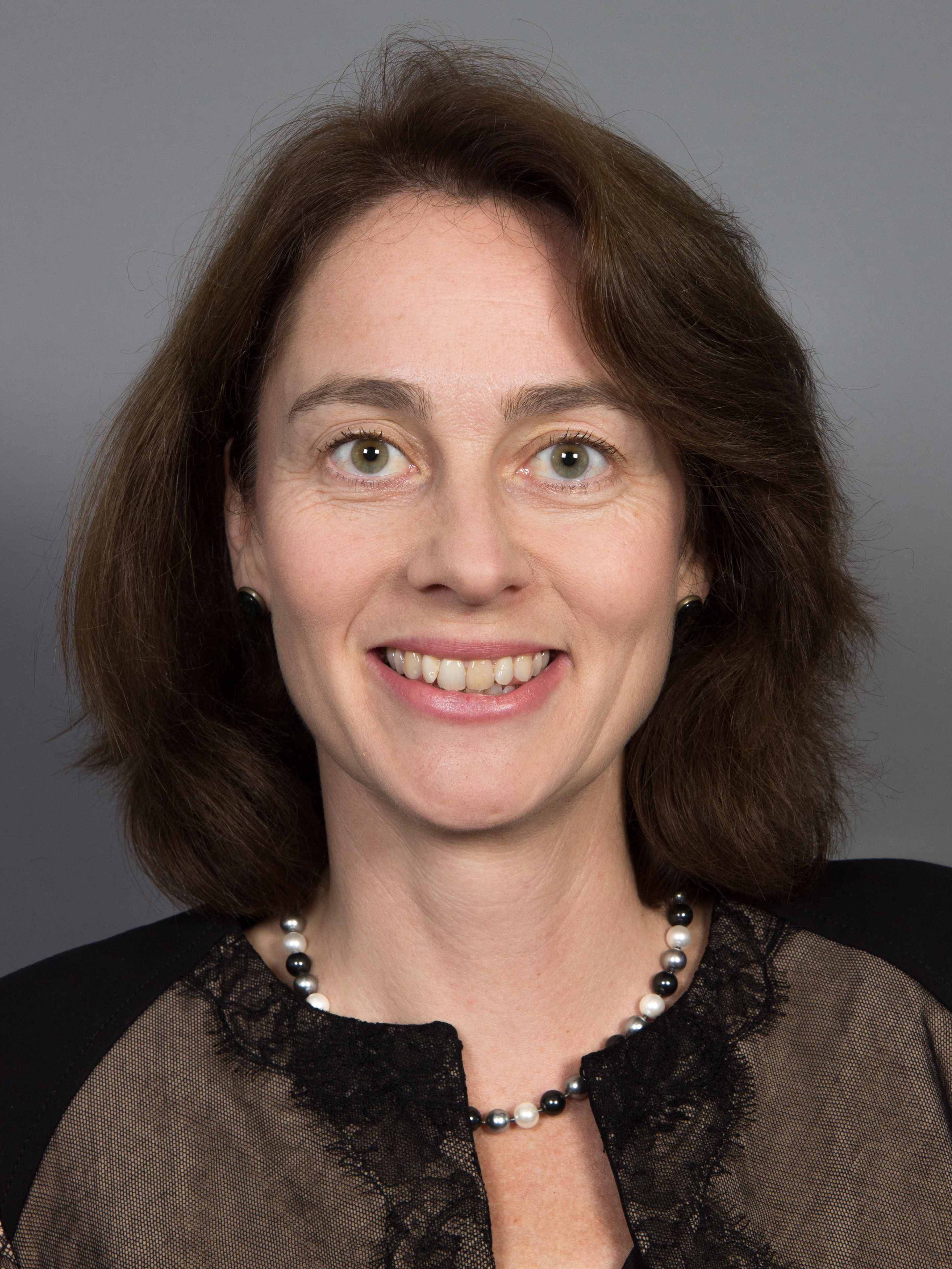
Katarina Barley, 8e vice-présidente du Parlement
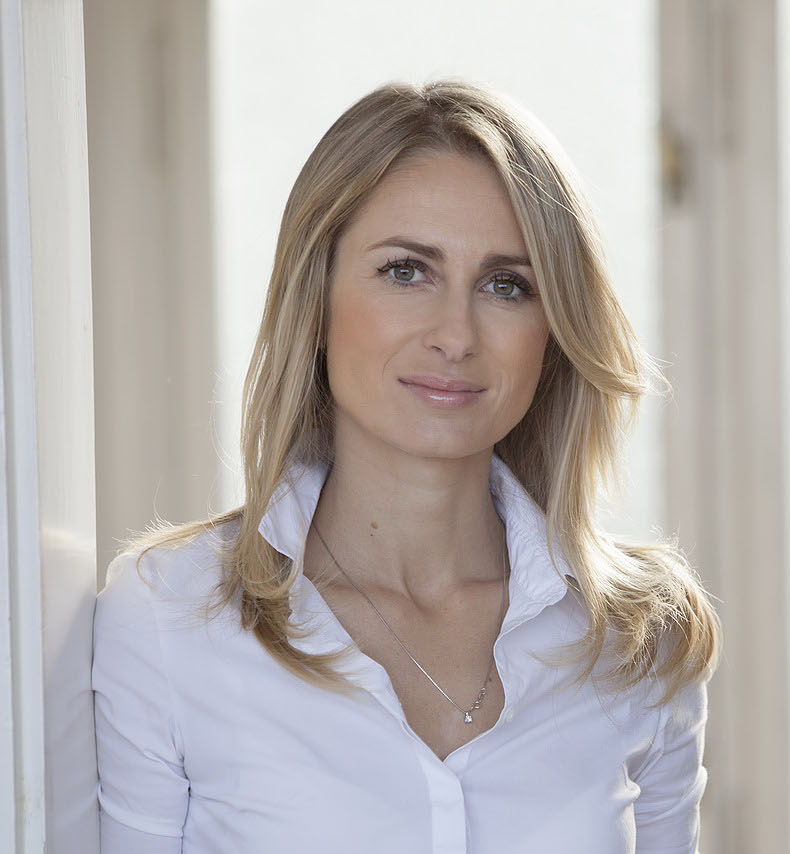
Dita Charanzová, 9e vice-présidente du Parlement
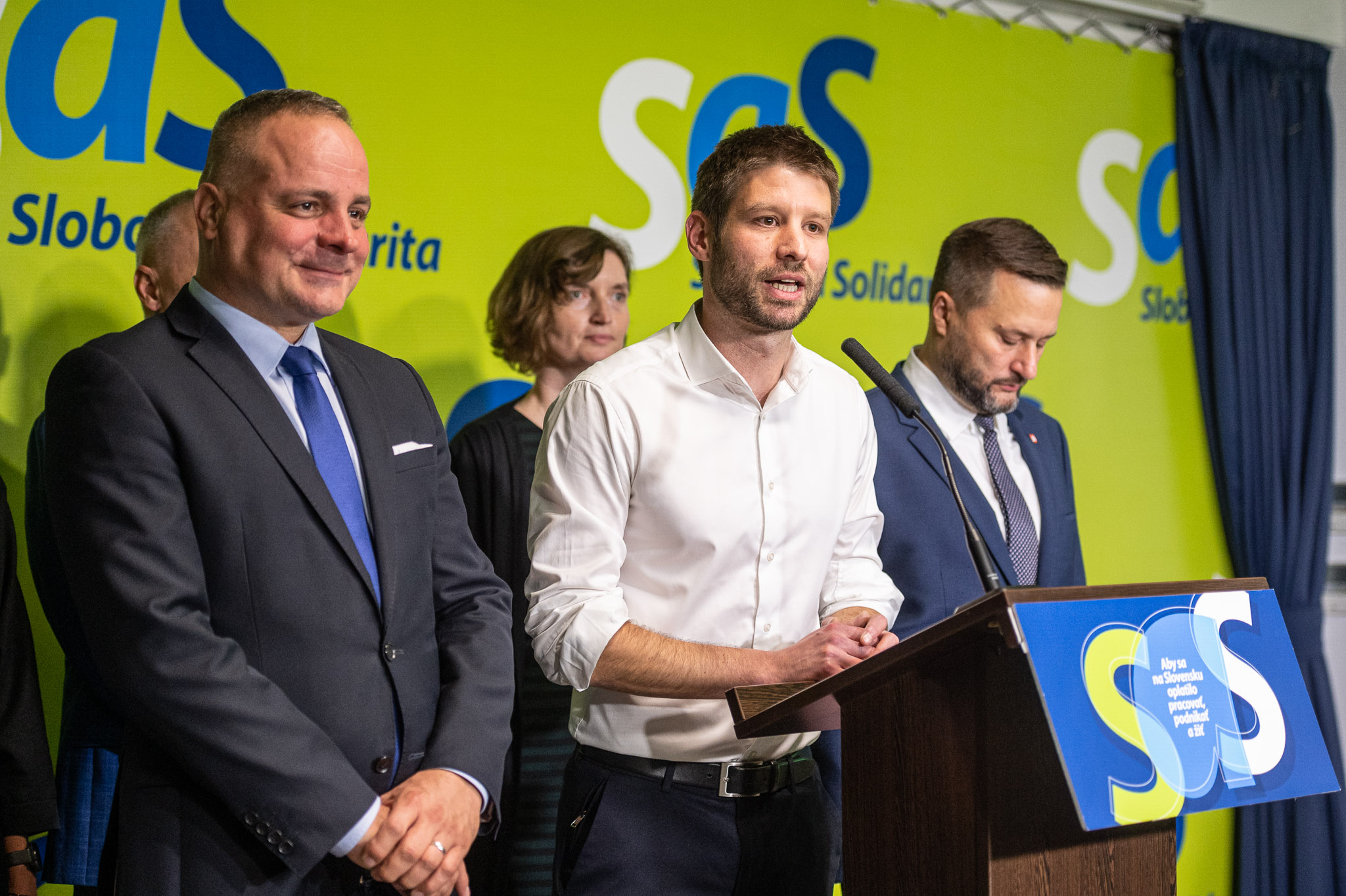
Michal Šimečka, 10e vice-président du Parlement
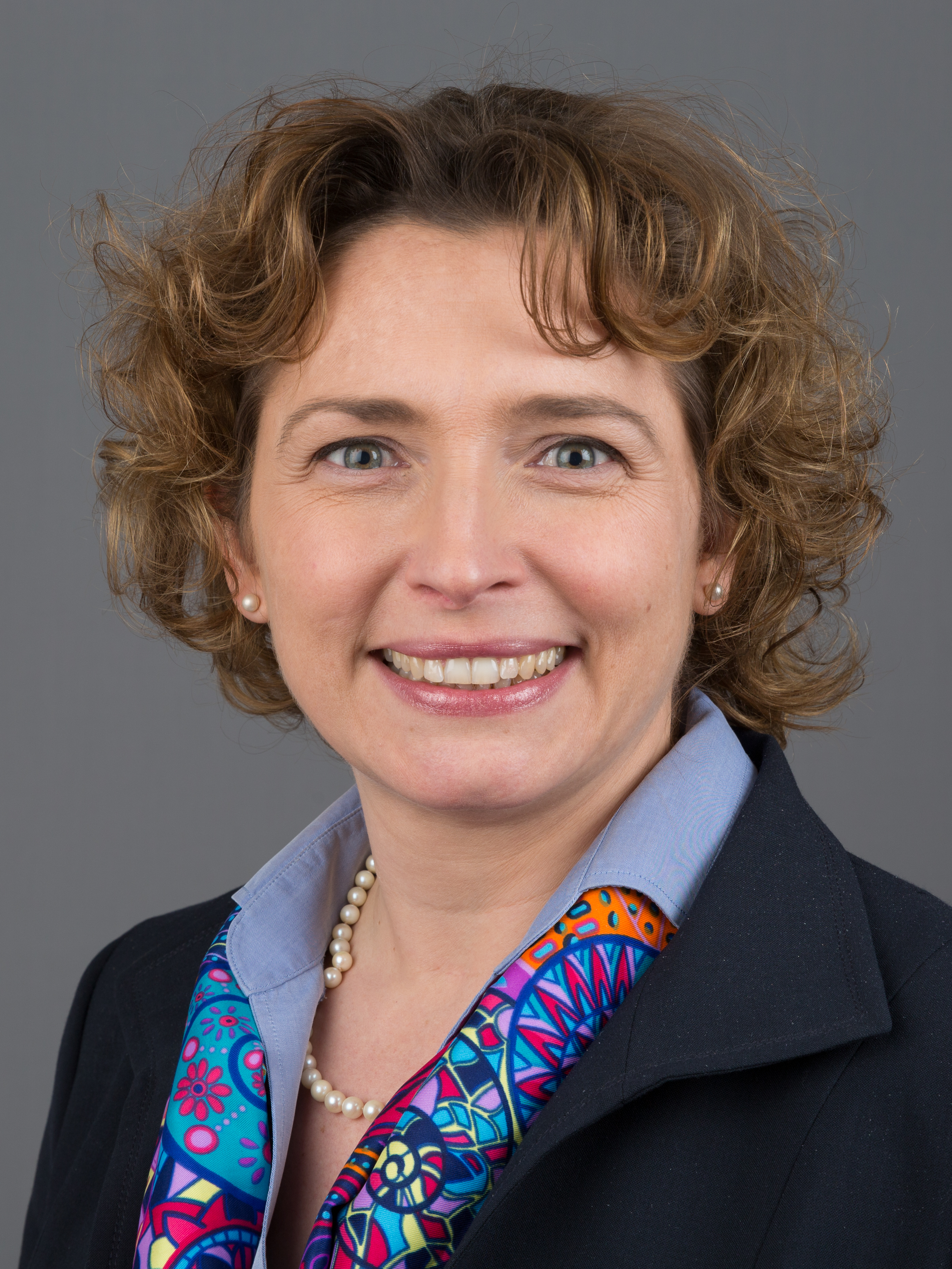
Nicola Beer, 11e vice-présidente du Parlement
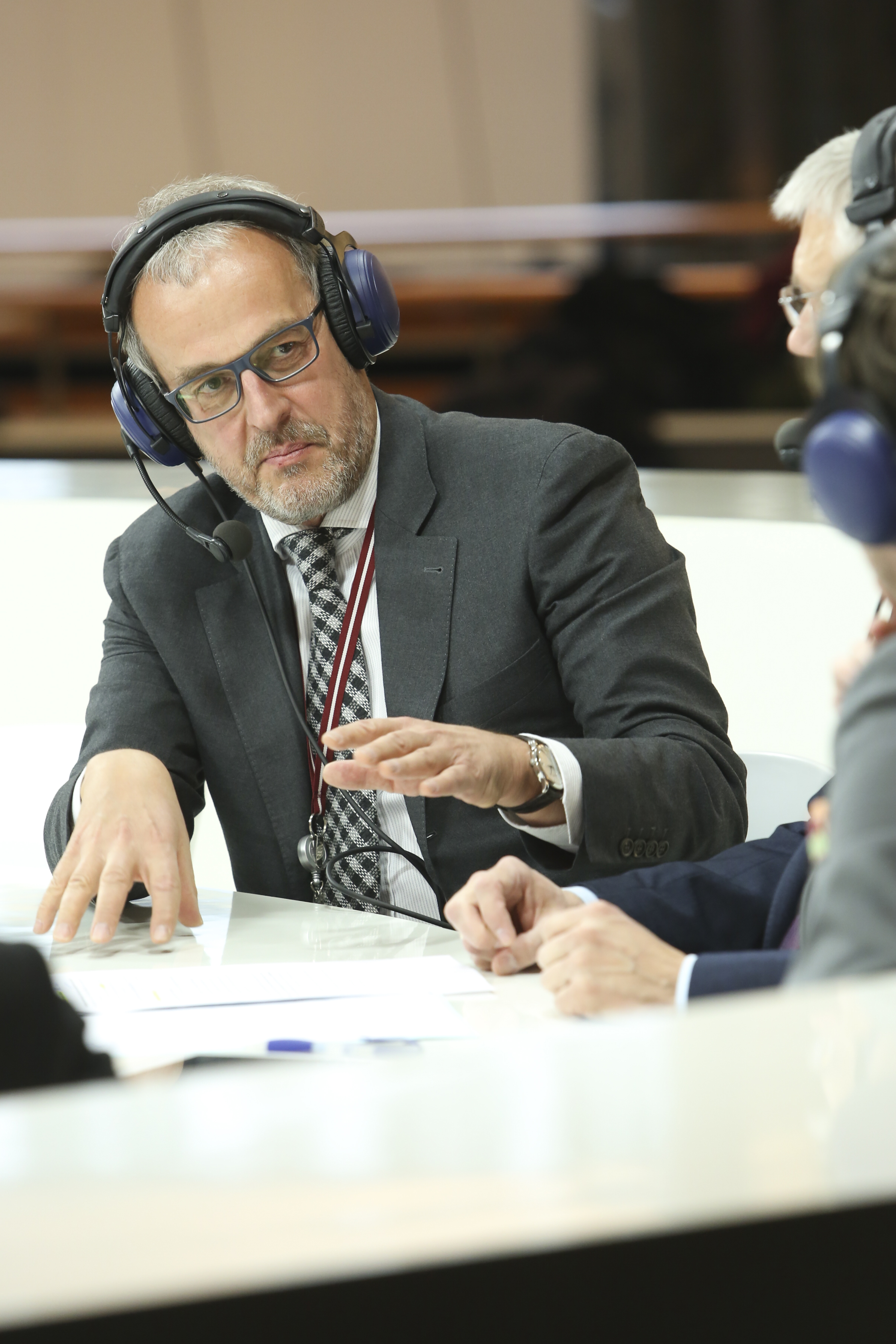
Roberts Zīle, 12e vice-président du Parlement
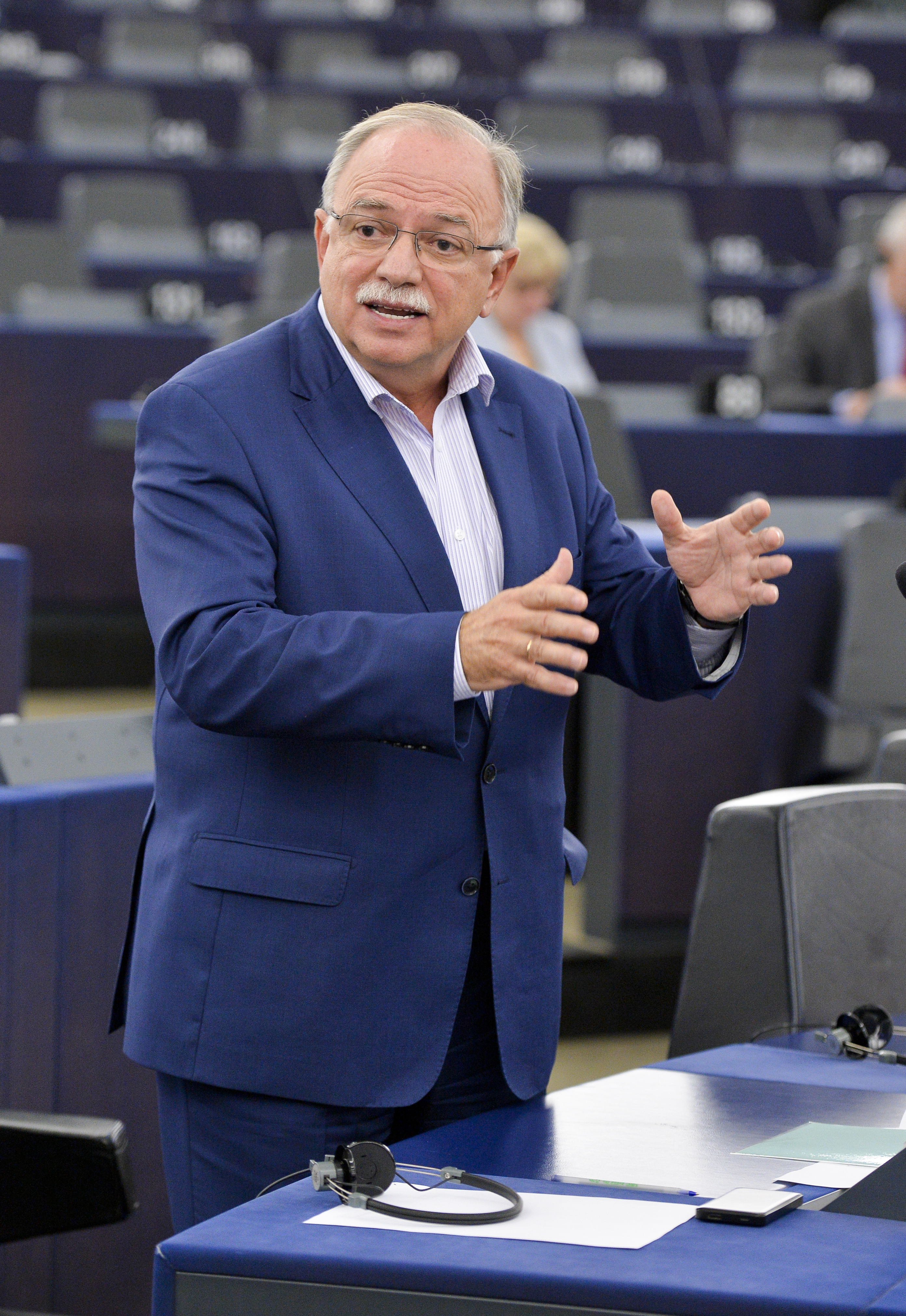
Dimitrios Papadimoulis, 13e vice-président du Parlement
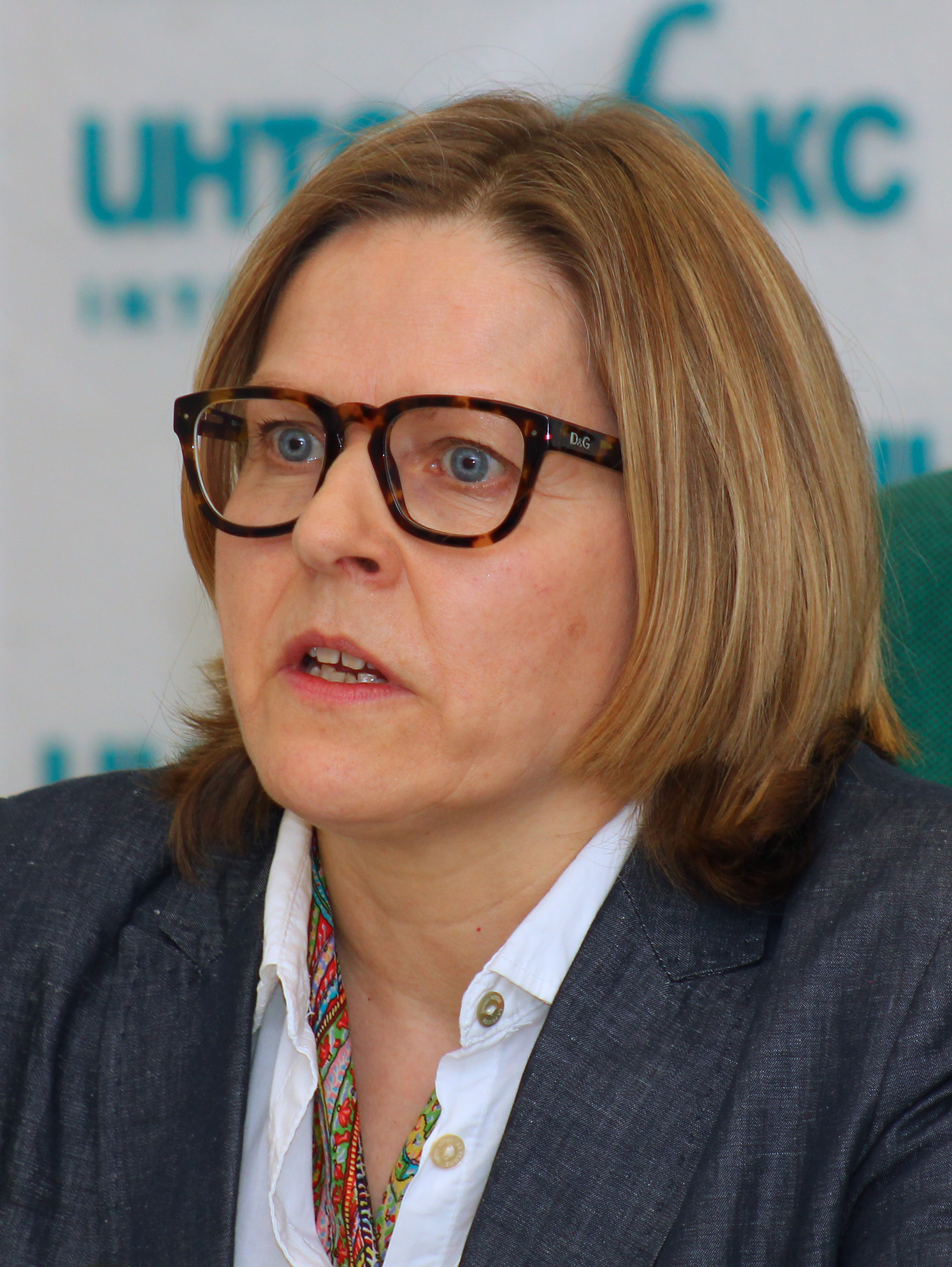
Heidi Hautala, 14e vice-présidente du Parlement

##### Anciens
- Éva Kaili,
5e vice-présidente du Parlement 
(Du 18 janvier 2022 au 13 décembre 2022)[9],[10]

### Questeurs du Parlement européen

#### 3 juillet 2019 - 18 janvier 2022
|   | Membres       | Groupe | Groupe | État      | Voix          |
| - | ------------- | ------ | ------ | --------- | ------------- |
| 1 | Anne Sander   |        | PPE    | France    | 407, 1er tour |
| 2 | Monika Beňová |        | S&D    | Slovaquie | 391, 1er tour |
| 3 | David Casa    |        | PPE    | Malte     | 391, 1er tour |
| 4 | Gilles Boyer  |        | RE     | France    | 317, 1er tour |
| 5 | Karol Karski  |        | CRE    | Pologne   | 261, 2e tour  |

#### 18 janvier 2022 - 15 juillet 2024
|   | Membres           | Groupe | Groupe    | État               | Voix          |
| - | ----------------- | ------ | --------- | ------------------ | ------------- |
| 1 | Anne Sander       |        | PPE       | France             | 622, 1er tour |
| 2 | Christophe Hansen |        | PPE       | Luxembourg         | 576, 1er tour |
| 3 | Monika Beňová     |        | S&D       | Slovaquie          | 487, 1er tour |
| 4 | Fabienne Keller   |        | RE        | France             | 479, 1er tour |
| 5 | Marcel Kolaja     |        | Verts/ALE | République tchèque | 344, 2e tour  |

Victor Negrescu (S&D) remplace Monika Beňová à partir du 9 novembre 2023.

### Président de la Commission européenne

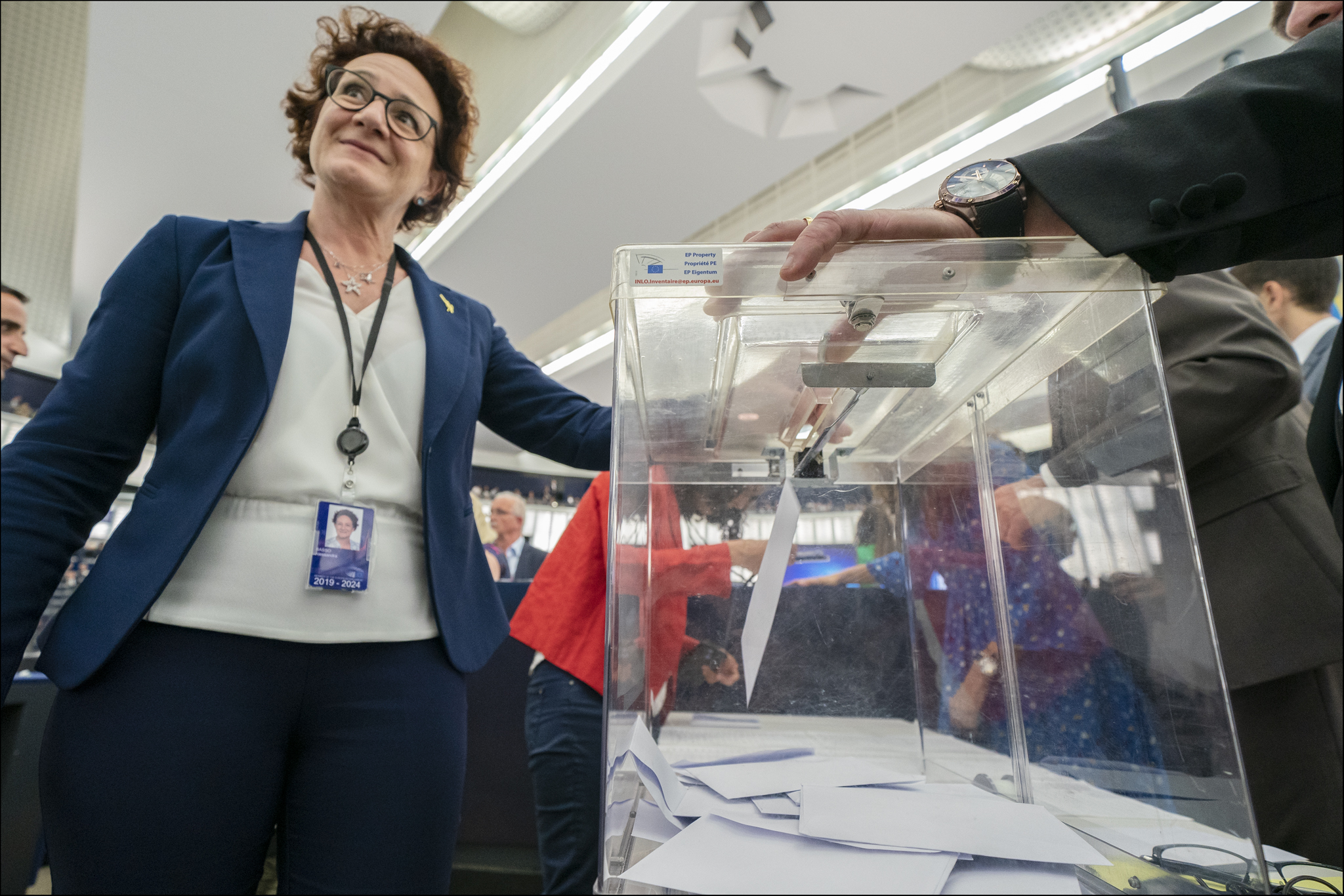
Les eurodéputés élisent l'investiture de Ursula von der Leyen.

Lors de l'ouverture de la 9e législature, Jean-Claude Juncker (PPE) était encore président et l'est resté jusqu'au 30 novembre 2019. 
Le Parlement élit Ursula von der Leyen (PPE) le 16 juillet 2019. Après avoir formé la nouvelle commission européenne et en attendant son approbation par le parlement, la nouvelle présidente a pris ses fonctions le 1er décembre 2019.

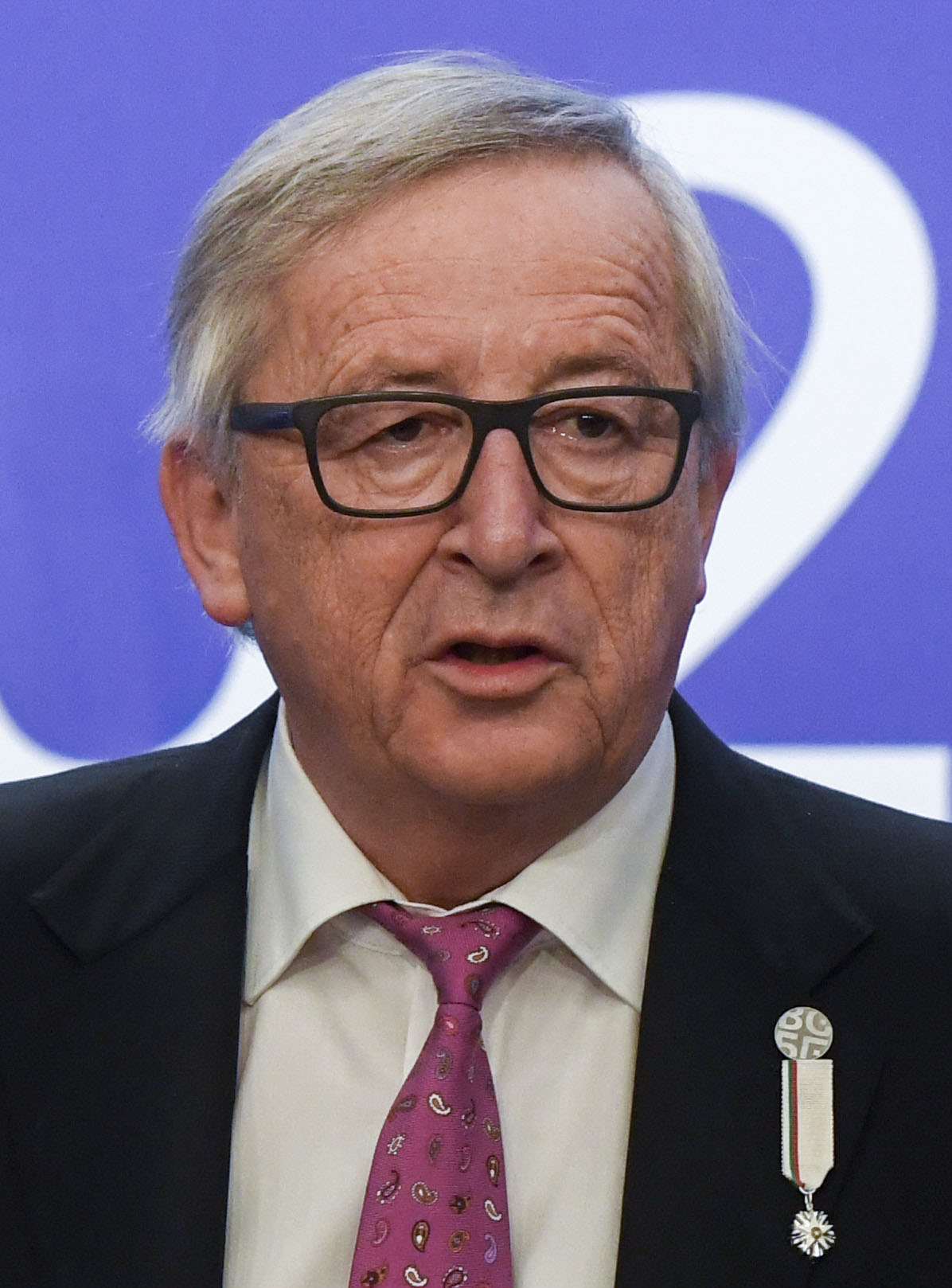
Jean-Claude Juncker, ancien président de la Commission européenne, du 1er novembre 2014 au 30 novembre 2019.
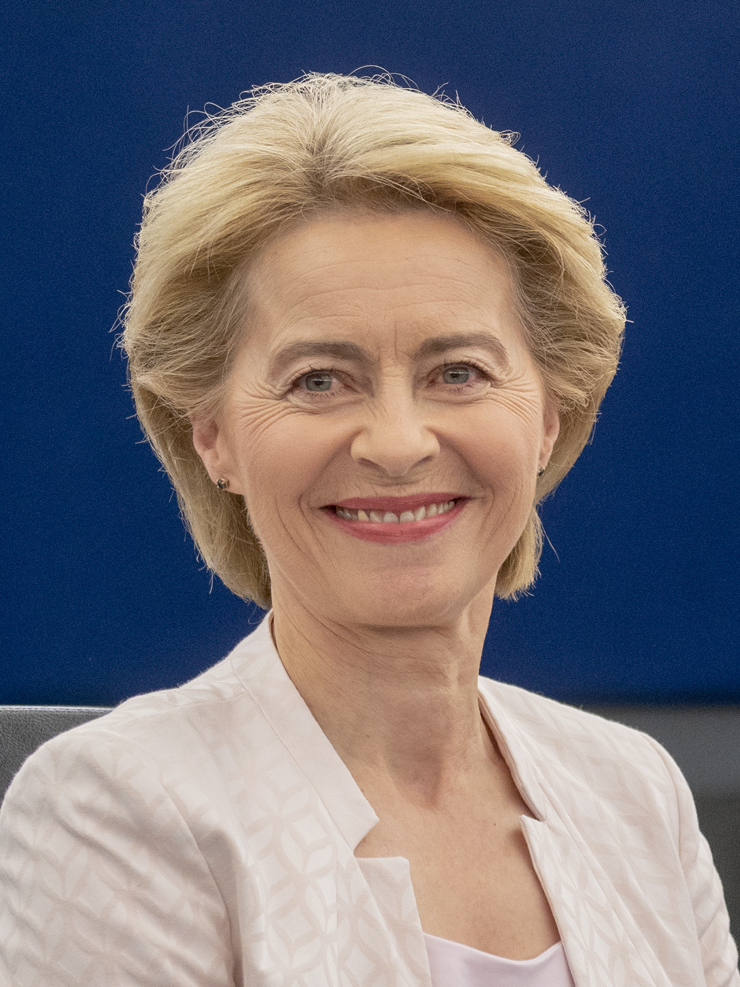
Ursula von der Leyen, présidente de la Commission européenne depuis le 1er décembre 2019.

## Liste des députés européens
En début de législature, les députés européens étaient au nombre de 751 députés répartis dans sept groupes politiques. Il existe également un ensemble de députés européens non-inscrits dans un groupe politique.
À la suite du retrait du Royaume-Uni de l'Union européenne (Brexit) du 31 janvier 2020, 73 députés du Royaume-Uni quittent l'assemblée. 27 nouveaux députés issus de 14 pays sont alors ajoutés et le Parlement européen est constitué finalement de 705 députés.

## Réalisations
La parlement européen s'est engagé sur différents textes comme la généralisation de la norme USB-C.

### Position sur le budget de l'union européenne
En 2019, la neuvième législature adopte un budget de 168,7 milliards d'euros pour l'année 2020 qui inclut une hausse pour le climat, la recherche et le programme Erasmus. Le vote compte 543 voix pour et 136 voix contre.

« Les négociations sur le CFP 2021-2027 et les programmes de financement correspondants ont constitué la principale activité législative et budgétaire de la première moitié de la neuvième législature. »

— Rapport d'activité à mi-parcours, Évolutions et tendances de la procédure législative ordinaire, 1 er juillet 2019 au 31 décembre 2021 (9e législature)
Le 16 décembre 2020, le parlement européen adopte le cadre financier pluriannuel de la période 2021-2027. Ce budget pluriannuel est d’un montant de 1 074,3 milliards d’euros, à partir du 1er janvier 2021.

### Textes adoptés
Le Parlement européen participe à la procédure législative ordinaire.
Lors de la neuvième législature du Parlement européen, entre 2019 et 2024, le Parlement européen adopte un nombre de textes avoisinant 500.

#### Textes emblématiques
Le 15 janvier 2020, le Parlement européen vote par 482 voix pour, 136 contre et 95 abstentions une résolution en faveur de l'accord — dit Pacte vert pour l'Europe.Les textes prévoient notamment la fin du moteur thermique en 2035.
En termes de migration, un texte sur l'encadrement des flux d'arrivées irrégulières et des demandes d'asile proposé en 2020, est voté en 2024 (voir Pacte sur la migration et l'asile).
Un Pacte de stabilité plus rigide est décidé.
En matière de transition numérique sont adoptés le DSA et le DMA. Lors de la neuvième législature du Parlement européen, mandat 2019-2024, différents textes sont adaptés en légalisations dans le numérique, notamment la concurrence, la modération de contenu, le partage des données et l’intelligence artificielle (IA) (voir Législation sur l'intelligence artificielle).
Pour le commerce, un texte anti-coercition est adopté.

#### Autres textes
En avril 2023, la législature vote en faveur du système d'émissions.
En 2019, 2021 et 2022, les députés de la législature adopte des textes sur l'égalité des genres, la santé des femmes et l'équilibre professionnel des aidants.
La neuvième législature du Parlement européen s'est également positionnée sur la question de l'énergie.

#### Derniers textes
Lors de chaque législature européenne, les institutions de l’Union européenne établissent la priorité des sujets qui doivent être adoptés avant les élections. La dernière session parlementaire est prévue du 22 au 25 avril 2024 avant les élections européennes de 2024. Pour la dernière session de quatre jours, 89 textes législatifs et 7 résolutions sont au vote.
Ces textes portent notamment sur l'affaiblissement du verdissement de la politique agricole commune (PAC) et sur une restriction aux facilités commerciales accordées aux exportations agricoles ukrainiennes, le devoir de vigilance des entreprises, l'interdiction des produits issus du travail forcé, la protection sociale des travailleurs de plateformes numériques, la lutte contre le blanchiment d'argent.
La première directive de l'Union européenne sur la lutte contre la violence à l'égard des femmes pourrait également est adoptée. La Directive (UE) 2024/1385 du Parlement européen et du Conseil du 14 mai 2024 sur la lutte contre la violence à l’égard des femmes et la violence domestique définit à l'échelle européenne:
- la «violence à l’égard des femmes» comme « tout acte de violence fondée sur le genre qui vise une femme ou une fille parce qu’elle est une femme ou une fille ou qui touche les femmes ou les filles de manière disproportionnée, qui entraîne ou est susceptible d’entraîner des préjudices ou souffrances de nature physique, sexuelle, psychologique ou économique, y compris la menace de se livrer à un tel acte, la contrainte ou la privation arbitraire de liberté, que ce soit dans la vie publique ou privée »
- la «violence domestique» comme « tout acte de violence physique, sexuelle, psychologique ou économique qui survient au sein de la famille ou du foyer, indépendamment des liens familiaux biologiques ou juridiques, ou entre des anciens ou actuels conjoints ou partenaires, que l’auteur de l’infraction partage ou ait partagé ou non le même domicile que la victime »[22],[23]

### Accords internationaux

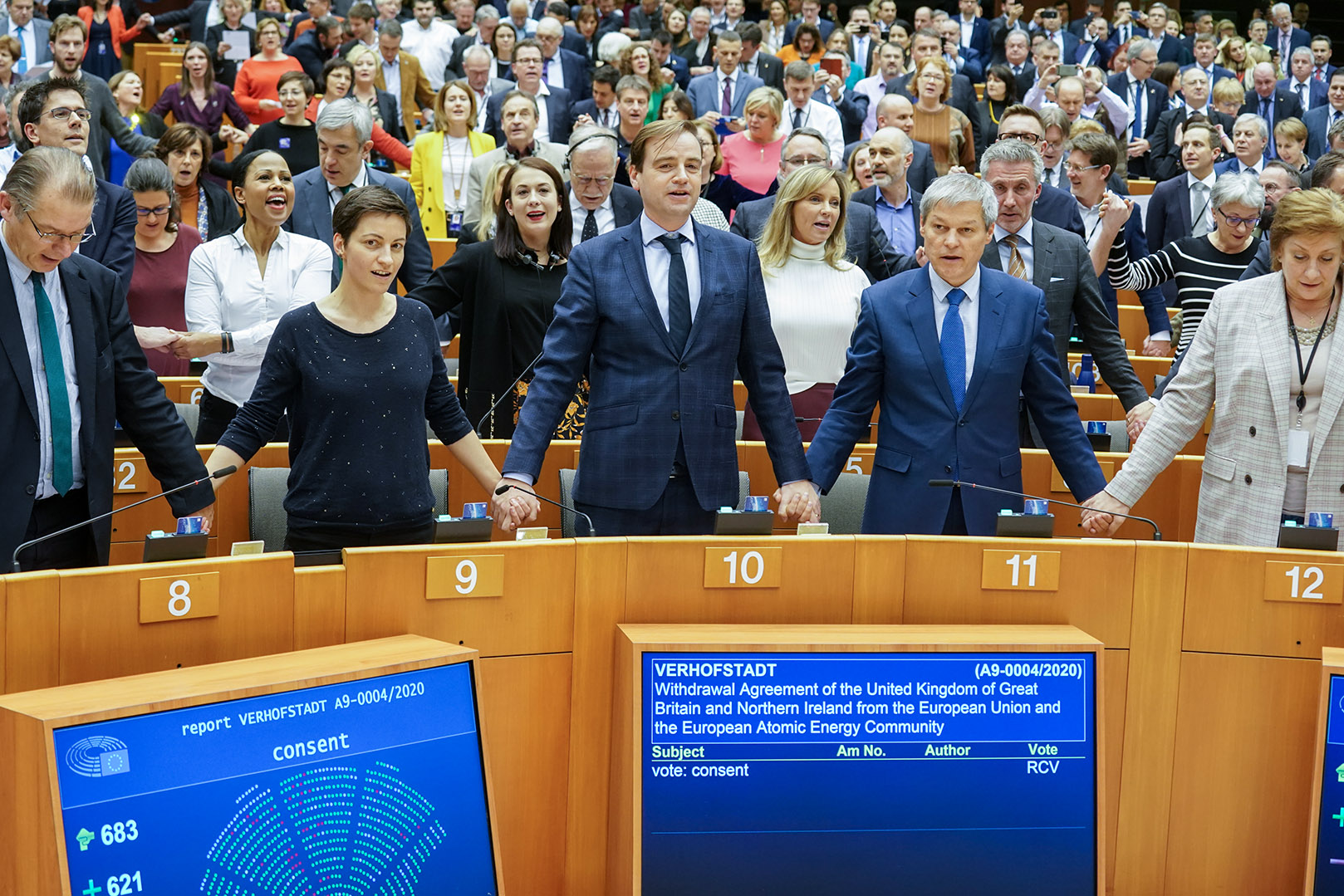
Eurodéputés et hymne de l'Union Européenne lors de votes du « Brexit ».

Lors de la première moitié de la neuvième législature du Parlement européen, mandat 2019-2024, le parlement s'est prononcé sur différents accord économiques internationaux, comme l'accord sur le retrait du Royaume-Uni — dit Brexit — et l’accord de commerce et de coopération entre l’Union européenne et le Royaume-Uni.

### Résolutions
Le parlement européen peut également voter des résolutions sur divers thèmes:
- résolution « tribunal spécial pour punir les crimes russes » (19 janvier 2023)
- résolution « la nécessité d’un soutien sans faille de l’Union à l’Ukraine » (29 février 2024).
- résolution condamnant la décision du Tribunal constitutionnel polonais « qui impose une interdiction quasi-totale de l'avortement »
- résolution rappelant que « les revenus des femmes sont anormalement faibles par rapport à ceux des hommes dans l’Union » et invitant les États membres à « intensifier leurs efforts pour combler définitivement (cet) écart de rémunération ».
- résolution demandant à la Commission d'instaurer une « taxe sur les bénéfices exceptionnels à l’encontre des compagnies d’énergie » afin d’aider « les ménages vulnérables et les Petites et moyennes entreprises (PME), y compris grâce à des plafonds tarifaires ».

## Questions non résolues
Le travail de la législature s’arrêtant au 25 avril 2024, avant les élections européennes de 2024, une soixantaine de questions n'ont pas été traitées lors de la législature et seront transmises à la législature suivantes, comme les pesticides, les nouvelles techniques génomiques et le transport des animaux.
D'autres questions n'ont pas été résolues sur la période 2019-2024, comme le paquet législatif sur les produits pharmaceutiques ou sur l’étiquetage du tabac et de l’alcool.

## Bilan
Le comité économique et social européen (CESE) a demandé un bilan de cette législature. Ce bilan s'articule autour de cinq synthèses: Questions économiques et sociales, Migrations, justice et affaires intérieures, Environnement & Agriculture, Défense européenne et Politique commerciale:
Dans le domaine des Questions économiques et sociales, le rapport du CESE indique que dans un contexte de nombreux risques nouveaux, et de compétences éparses, la mandature 2019-2024 a opéré un tournant qui l'éloigne de la ligne libérale.
Dans le domaine des Migrations, justice et affaires intérieures, le rapport du CESE note les poids du souvenir des difficultés de la « crise migratoire » de 2015/2016, de l’« attaque hybride » menée en 2021 par le président biélorusse en instrumentalisant des migrants et par l’agression russe en Ukraine a conduit plusieurs millions de personnes dans l'Union européenne. Les compétences sont limitées par l'article 72 TFUE. Dans ces domaines, le parlement a du accepter des positions du Conseil qui l'on conduit à une approche plus sécuritaire que lors de la huitième législature.
Dans le domaine de l'Environnement et de l'Agriculture qui est régi par la procédure législative ordinaire (partage du pouvoir du parlement), le rapport du CESE remarque que l'Union doit respecter l'environnement, assurer des prix modérés pour les consommateurs et assurer une agriculture locale. Le pacte vert s'est toutefois confronté à la guerre en Ukraine et à la modération du PPE, d'Emmanuel Macron, d'Ursula von der Leyen et de Roberta Metsola qui dénonçaient des réglementations trop contraignantes. Ceci a conduit à une évolution des coalitions au parlement: PPE, Renew, écologistes, socialistes et sociaux-démocrates dans une première partie de mandat, puis PPE et extrême-droite avec appui ponctuel de députés Renew ou de gauche dans la dernière partie de mandat.
Dans le domaine des Défense européenne, le rapport du CESE note que le parlement n'a pas de pouvoir législatif sur la politique de sécurité et de défense commune, mais qu'il dispose d'un droit à l’information, à la consultation et à la délibération. Par ailleurs, le parlement à un pouvoir dans ce domaine en ce qui concerne le marché intérieur. L'invasion de l'Ukraine conduit aussi à revoir certaines considérations dans les domaines  de la base industrielle et technologique de défense européenne (BITDE) et du Fonds européen de la défense.
Dans le domaine de la Politiques commerciale qui est une politique exclusive de l'union — les États membres y ont renoncé — le rapport du CESE note que le pouvoir du parlement est plus grand. Ainsi, il a adopté un grand nombre de textes, dans un contexte où l’Organisation mondiale du commerce (OMC) échoue à s’entendre sur une réforme de ses règles. Pour faire face à cette situation, le parlement a accepté divers accords de libre-échange et a adopté beaucoup de législations unilatérales pour réguler l’échange avec des pays tiers.

## Bilan des députés français
Les gagnants en France des élections européennes de 2019, les députés français du Rassemblement national inscrits au groupe Identité et démocratie considèrent qu'ils sont dans l'opposition et qu'ils n'ont pas de bilan à défendre. Le président du Rassemblement national est « rapporteur fictif » d'un rapport sur l'intelligence artificielle à l'ère du numérique. Gilles Lebreton, professeur de droit public, écrit six rapports. Ils s'opposent à 60 % des textes proposés au Parlement européen, selon Jean-Paul Garraud.

« On a déposé plus de 14 000 amendements, nous sommes intervenus en hémicycle lors des plénières avec plus de 700 interventions, nous avons interrogé la Commission européenne avec près de 1 700 interpellations. Nous avons fourni plus de 1 300 explications de votes. Nous avons obtenu des rapports, le plus intéressant étant celui sur l'intelligence artificielle »

— Jean-Paul Garraud.
Les douze eurodéputés français inscrits au groupe d'opposition écologiste et régionaliste ont écrit 19 rapports. Les 6 députés français du groupe de la gauche ont écrit 21 rapports.

« Parmi les choses qui m'ont le plus choqué, c'est leur soutien à la Russie. Il y a des milliers de morts en Ukraine. Et quand le Parlement organise un hommage, le RN n'est pas là ou reste assis. Ce sont vraiment les alliés de Poutine malgré la barbarie. »

— Pierre Larrouturou, député européen du groupe social-démocrate
Les eurodéputés de France ont également du se prononcer sur des textes concernant l'immigration, comme le pacte migratoire, l'aide aux réfugiés ukrainiens, la réforme du code frontières Schengen, les résolutions sur Frontex et le sauvetage en Méditerranée.

## Vers la dixième législature
La dixième législature du Parlement européen commence officiellement le 16 juillet 2024.

## «Qatargate»
En décembre 2022, dans une affaire de corruption présumée au profit du Qatar, la police belge mène des perquisitions dans les locaux du Parlement européen. Six suspects sont interpellés en Belgique, dont la vice-présidente grecque du Parlement européen Éva Kaïlí, l'ex-eurodéputé italien Pier-Antonio Panzeri et le secrétaire général de la Confédération syndicale internationale (CSI) Luca Visentini. Peu après, Éva Kaïlí est suspendue du groupe Socialistes et Démocrates au Parlement européen. Pour Paolo Gentiloni, commissaire européen à l'Économie, l'affaire constitue « une atteinte grave à la réputation » de l'Union européenne. Selon Le HuffPost, élus et ONG appellent alors à débattre en urgence pour une amélioration des règles d’éthique au sein de l'institution. Selon l’organisation Transparency International, « Depuis plusieurs décennies, le Parlement a laissé se développer une culture de l’impunité [...] et une absence totale de contrôle éthique indépendant ». La présidente du Parlement européen, Roberta Metsola promet une « enquête interne pour examiner tous les faits liés au Parlement » européen.
Le « Qatargate » est décrit comme « de très loin l'affaire judiciaire la plus grave qui ait éclaboussé l'Assemblée de Strasbourg ».